# Massacres de la guerre de Vendée et de la Chouannerie

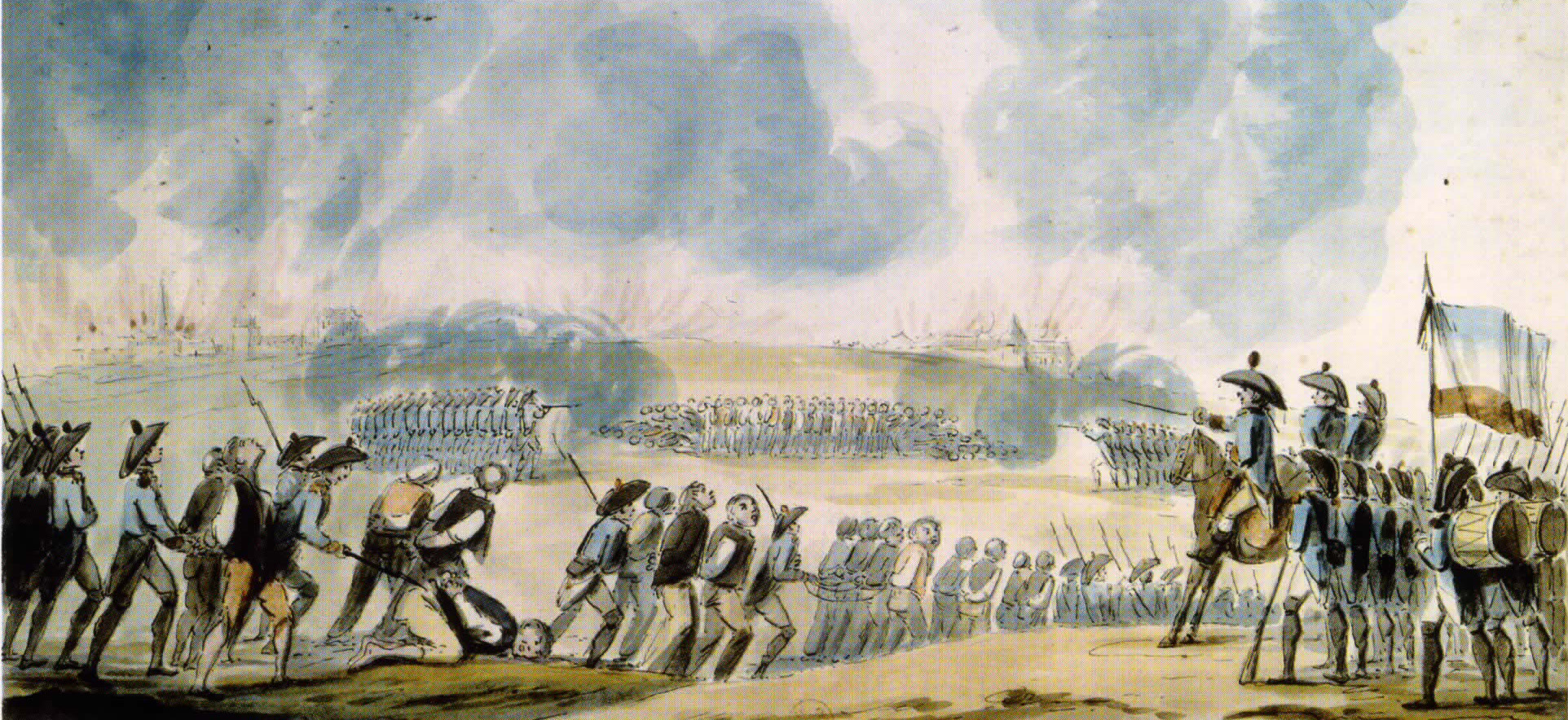
Les fusillades de Nantes, aquarelle de Béricourt, 1793.

De nombreux massacres sont commis pendant la guerre de Vendée et de la Chouannerie contre des prisonniers de guerre et des civils. L'ensemble des exactions fait plusieurs dizaines de milliers de victimes, principalement entre l'automne 1793 et le printemps 1794, au cours de la Virée de Galerne et des colonnes infernales.

## Exactions commises par les Vendéens
Lorsque la révolte éclate en mars 1793, de nombreuses violences sont commises par certains groupes d'insurgés. Celles-ci tendent cependant à se raréfier à mesure que s'établit de la discipline dans l'Armée catholique et royale. À la suite des succès initiaux, les Vendéens font de nombreux prisonniers. Plusieurs d'entre eux sont utilisés en mars et en avril comme boucliers humains, notamment à la bataille de Jallais et à la bataille de Chemillé. Cette tactique, inefficace car les prisonniers réussissent souvent à s'échapper, est cependant abandonnée par la suite.
Des chefs vendéens, comme Charette, proposent alors des échanges de prisonniers, mais ces propositions sont rejetées par les républicains qui refusent toute négociation avec les rebelles,. Les prisonniers sont alors internés, cependant leur traitement varie beaucoup selon les chefs, ainsi d'après l'officier vendéen Lucas de La Championnière, au printemps 1793, à Legé, dirigée par Charette, les exécutions sont rares tandis qu'à Port-Saint-Père, les rebelles commandés par La Cathelinière exécutent tous leurs prisonniers. Dans l'armée du bocage, les généraux d'Elbée, Bonchamps, Lescure et Henri de La Rochejaquelein font preuve de clémence, (ainsi D'Elbée réussit à empêcher ses hommes de massacrer 400 prisonniers après la bataille de Chemillé, Lescure met fin à un massacre et sauve plusieurs centaines de républicains lors de la première bataille de Châtillon, tandis que Bonchamps, mortellement blessé à la bataille de Cholet, parvient, quelques heures avant sa mort, à empêcher ses hommes de massacrer 4 000 à 5 000 prisonniers républicains qui sont ensuite relâchés). En revanche le général Marigny n'épargne presque jamais ses prisonniers. Lucas de La Championnière, officier dans l'armée du Marais, rend également compte, en septembre, des différences avec la Grande Armée ou armée du bocage : « L'esprit des paysans qui composaient les détachements de la grande Armée, était bien différent de celui qui régnait parmi nous. Les nôtres pillaient, battaient et juraient comme de vrais soldats ; les autres dans ce temps là revenaient du combat en disant leur chapelets, ils faisaient prisonniers tous ceux qu'ils pouvaient prendre sans les tuer et rarement s'emparaient de leurs dépouilles. »
En Anjou et dans le Haut-Poitou, les habitants patriotes sont soumis à une très étroite surveillance tandis que les soldats républicains sont maintenus en prison. D'après des témoignages de captifs républicains, à Mortagne-sur-Sèvre, les 2 000 prisonniers sont bien traités par la population, les gardiens et le général Sapinaud,. À Châtillon-sur-Sèvre cependant, où sont enfermés 3 000 prisonniers, le gardien agit de manière brutale en faisant exécuter les captifs qui cherchent à s'évader.
Après les victoires de mai 1793, les Vendéens font un nombre de prisonniers encore plus considérable mais ne sont pas en mesure de les garder. Une proposition du général Donnissan est alors adoptée par l'état-major vendéen : les prisonniers sont relâchés contre le serment de ne plus prendre les armes, puis leurs cheveux sont tondus afin qu'ils puissent être reconnus s'ils trahissent leur serment. Ainsi 3 000 prisonniers républicains sont relâchés après la bataille de Thouars, 3 250 après la bataille de Fontenay-le-Comte et 3 000 à 11 000 après la bataille de Saumur. Il y aurait eu peut-être jusqu'à 25 000 prisonniers républicains tondus. La Convention nationale refuse cependant de reconnaître la validité de ce serment, les soldats tondus sont renvoyés au combat une fois leurs cheveux repoussés. Le 22 juin, la Convention décrète que tout homme qui prêtera ce serment à partir de cette date sera « déclaré lâche et déserteur de la liberté, comme tel privé du droit de citoyen pendant dix ans [...] mis en état d'arrestation. »
À partir de l'été 1793, le conflit devient plus brutal. En septembre l'armée de Mayence est envoyée dans l'Ouest. Celle-ci avait capitulé devant les Prussiens après le Siège de Mayence puis mise en liberté contre le serment de ne plus combattre la Première Coalition. Bien que les Vendéens n'aient pas été mentionnés dans les termes de la capitulation, l'état-major de l'armée catholique et royale les déclare traîtres à leur serment et proclame qu'il ne sera pas fait de prisonniers Mayençais. Lors de la bataille du Pallet, les blessés de l'Armée de Mayence sont massacrés par les Vendéens, en représailles les Mayençais décident à leur tour de ne plus faire de prisonniers.
Pendant la Virée de Galerne, un certain nombre d'exécutions sommaires sont commises par les Vendéens. Des actes de clémence sont cependant encore observés. Ainsi, 400 à 800 soldats républicains pris à la bataille de Fougères,, plusieurs dizaines pris à Avranches et 200 capturés lors la prise du Mans, sont relâchés sous serment, parfois après avoir été tondus.
En revanche, contre les colonnes infernales, les Vendéens ne font pratiquement plus de prisonniers, les quelques républicains capturés sont presque toujours exécutés.
Au début de la deuxième guerre de Vendée, en 1795, le général Charette capture 100 à 300 républicains, mais il les fait tous fusiller quelques semaines plus tard, en représailles des massacres de Quiberon.
Le nombre total des victimes des exactions royalistes n'est pas connu : les principaux massacres commis par les Vendéens étant les massacres de Machecoul (160 à 200 morts), le massacre de Bouin (100 à 800 morts) et le massacre de Belleville (100 à 300 morts).

## Exactions commises par les républicains
Le 19 mars 1793, quelques jours seulement après le début de l'insurrection vendéenne, la Convention nationale décrète la peine de mort pour tout insurgé pris les armes à la main ou porteur d'une cocarde blanche. Ceux-ci doivent être jugés par une commission militaire ou le tribunal criminel du département et la sentence exécutée dans les 24 heures. Le décret est modifié le 10 mai, sur l'initiative de Danton, de manière à ne viser désormais que les chefs rebelles. Néanmoins dans les mois qui suivent, plusieurs représentants en mission et commissions militaires continuent de prononcer des condamnations à mort au nom de la loi du 19 mars. Le 1er août, la Convention nationale planifie la répression en décrètant la loi d'anéantissement de la Vendée ; la politique de la terre brûlée devra être appliquée en Vendée, les « brigands » exterminés, les patriotes, les femmes et enfants conduits en dehors de la Vendée,,. Dans un second décret, du 1er octobre 1793, la Convention nationale renouvelle son ordre d'extermination des brigands.
Après la Virée de Galerne, la répression est mise en place par les représentants en mission, lesquels établissent des Commissions militaires révolutionnaires pour juger les prisonniers. L'armée est ensuite chargée de détruire les dernières résistances en Vendée. L'armée de l'Ouest passe sous la domination des Sans-culottes hébertistes aux premiers jours de 1794 à la suite de l'arrivée du général en chef Louis Marie Turreau et aux renforts de 10 000 hommes détachés de l'Armée du Nord.
Turreau met en place les colonnes infernales et donne l'ordre de massacrer les populations jugées royalistes, hommes, femmes et enfants, et de faire évacuer celles jugées neutres ou républicaines. Les officiers et les troupes agissent cependant de manière très diverses, certaines commettent peu d'exactions, d'autres exterminent des populations entières sans distinctions d'aucune sorte,,. Le plan du général en chef est d'abord approuvé par le Comité de salut public, avant que celui-ci ne dénonce les massacres commis contre des populations patriotes. Le Comité de salut public n'intervient plus et laisse les colonnes agir de février à avril, il délègue ses pouvoirs dans l'Ouest aux représentants en mission, ceux-ci se montrent cependant partagés entre partisans et opposants à Turreau,. Ces derniers, d'abord minoritaires prennent de plus en plus d'importance à cause de l'incapacité du général en chef à achever la guerre de Vendée et du soutien des républicains de Vendée. Turreau est finalement destitué par le Comité de salut public en mai 1794. Par la suite les généraux Vimeux et Dumas, partisans d'une politique plus clémente, lui succède.
Les exactions commises par les républicains lors des guerres de l'Ouest pendant la Terreur font des dizaines de milliers de victimes :
- Les massacres commis par l'armée, les plus importants ont lieu lors de la Virée de Galerne principalement lors de la bataille du Mans (10 000 à 15 000 morts, tant par les combats que par les massacres[45],[46],[47]) et la bataille de Savenay (3 000 à 6 000 morts, tant  par les combats que par les massacres[48]).
- La répression mise en place par les représentants en mission dans les départements de l'Ouest fait 15 000 à 20 000 morts, guillotinés, fusillés ou noyés à Nantes. Les prisonniers sont condamnés à mort par les commissions militaires révolutionnaires ou les tribunaux criminels, plusieurs représentants ordonnent cependant des exécutions sans jugements[49],[50]. 52 % des condamnations à mort prononcées lors de la Terreur ont lieu dans l’Ouest vendéen ou chouan (Poitou, Anjou, Bretagne, Maine et Basse-Normandie)[51].
- Une grande mortalité dans les prisons : dans la Loire-Inférieure et Maine-et-Loire, plus de 5 000 détenus sur les 23 000 à 28 000 que comptent ces deux départements, périssent par les maladies et les conditions d'emprisonnements mortifères[52]. Plusieurs milliers d'autres prisonniers décèdent dans les autres prisons des départements de l'ouest.
- Les colonnes infernales du général Louis Marie Turreau du 21 janvier au 13 mai 1794, massacrent 20 000 à 50 000 civils vendéens[53],[54],[55].

À la fin de la Terreur, la Convention thermidorienne décide cependant de passer à une politique de clémence. Le 1er décembre 1794, plusieurs députés du Maine-et-Loire, des Deux-Sèvres et de la Vendée présentent un exposé, dans lequel ils dénoncent les massacres des populations civiles, et ils préconisent une amnistie préalable des insurgés et de leurs chefs,. Ces recommandations sont suivies par le Comité de salut public et le 2 décembre la Convention nationale adopte un décret promettant l'amnistie des insurgés vendéens et chouans qui auront déposé les armes d'ici un mois,,. Dans les six premières semaines de l'année 1795, les derniers prisonniers vendéens sont libérés. Des négociations sont ouvertes avec les généraux vendéens et aboutissent à la signature du traité de La Jaunaye le 17 février 1795,, puis du traité de Saint-Florent-le-Vieil le 2 mai 1795.

## La Chouannerie
La Chouannerie ne fut pas aussi brutale que ne le fut la guerre de Vendée de l'automne 1793 à l'été 1794. Cependant de nombreuses exactions continuent d'être commises.
Avec le début de la deuxième chouannerie, la Convention nationale décrète le 18 juin 1795, la peine de mort pour tous les Chouans pris les armes à la main, ainsi que les embaucheurs et les instigateurs des rassemblements. Pour les habitants des campagnes pris sans armes dans les rassemblements, la peine est de quelques mois de détention. Selon le décret, les prisonniers pris lors de rassemblement doivent être jugés par un tribunal militaire, ceux pris sans armes et hors des rassemblements par un tribunal criminel.
Après l'expédition de Quiberon en juillet 1795, les républicains capturent 2 662 soldats de l'armée des émigrés, et environ 5 000 Chouans et 5 000 civils. Les civils sont rapidement relâchés et les 1 632 transfuges de l'armée des émigrés, enrôlés de forces par les Royalistes, sont réincorporés dans l'armée républicaine. Lazare Hoche, général en chef de l'Armée de l'Ouest, écrit à la Convention nationale que selon les lois républicaines en vigueur, les prisonniers royalistes pris les armes à la main doivent être exécutés. Cependant Hoche demande et obtient de la Convention la grâce des prisonniers chouans. 2 000 d'entre eux sont relâchés contre une amende et 3 180 autres sont acquittés ou condamnés à des peines d'emprisonnement. Le sort des émigrés est plus sévère, 627 émigrés ou ecclésiastiques et 121 chouans sont condamnés à mort et exécutés,.
Le nombre des exactions diminuent lors de la troisième chouannerie (1799-1800). Dans ses mémoires, le général chouan Louis d'Andigné écrit que cette campagne « ne fut pas souillée d'autant d'actes de cruauté que l'avaient été les campagnes précédentes. »

## La guerre de 1815
Lors de l'insurrection de 1815, les Vendéens font 66 prisonniers lors de la guerre, lesquels sont relâchés contre la promesse de ne plus prendre les armes. Les commandants impériaux Lamarque et Travot font également preuve de modération, Travot relâche notamment une vingtaine de prisonniers après le combat de L'Aiguillon. Après la Restauration, l'ouest n'est pas touché par la Terreur blanche de 1815 et la répression reste modérée, quelques condamnations à mort sont prononcées lors des procès de bonapartistes, mais aucune n'est exécutée.

## Liste des massacres
| Nom                                                                | Date                               | Lieu                                                                   | Morts                    | Auteurs                           | Description |
| ------------------------------------------------------------------ | ---------------------------------- | ---------------------------------------------------------------------- | ------------------------ | --------------------------------- | --- |
| Massacre de Légé                                                   | 11 mars 1793                       | Legé (Loire-Atlantique)                                                | 25 à 26                  | Vendéens                          | Des administrateurs et gendarmes patriotes sont massacrés par la population insurgée,. |
| Massacres de Machecoul                                             | 11 mars - 22 avril 1793            | Machecoul (Loire-Atlantique)                                           | 160 à 200                | Vendéens                          | Des patriotes sont fusillés sommairement ou massacrés à coups de piques par les paysans insurgés sur ordre du comité royaliste présidé par René Souchu. Seulement 20 captifs survivent dans les prisons. |
| Massacre de Savenay                                                | 12 mars 1793                       | Savenay (Loire-Atlantique)                                             | 4                        | Insurgés bretons                  | Quatre patriotes — le prêtre constitutionnel, un administrateur et deux douaniers — sont lynchés à mort par les paysans insurgés lors du combat de Savenay. Plusieurs dizaines d'autres patriotes sont retenus prisonniers,. |
| Massacre de Saint-Étienne-du-Bois                                  | 12 - 14 mars 1793                  | Saint-Étienne-du-Bois (Vendée)                                         | 15                       | Vendéens                          | Environ 15 patriotes sont massacrés par les paysans insurgés. |
| Massacre de Montaigu                                               | 13 mars 1793                       | Montaigu (Vendée)                                                      | 50 à 62                  | Vendéens                          | Des gardes nationaux de Mortagne-sur-Sèvre, Tiffauges et Montaigu sont fusillés par les insurgés,. |
| Massacre de Rochefort-en-Terre                                     | 16 mars 1793                       | Rochefort-en-Terre (Morbihan)                                          | 3                        | Insurgés bretons                  | Trois prisonniers patriotes sont massacrés par des insurgés et des dizaines d'autres faits prisonniers après le premier combat de Rochefort-en-Terre,. |
| Massacre de La Roche-Bernard                                       | 16 mars 1793                       | La Roche-Bernard (Morbihan)                                            | 2                        | Insurgés bretons                  | Deux administrateurs républicains, Joseph Sauveur et Le Floch sont massacrés par la foule,. |
| Exécutions de Paimbœuf                                             | 17 mars 1793                       | Paimbœuf (Loire-Atlantique)                                            | 3                        | Républicains                      | Trois insurgés sont exécutés après jugement de la commission militaire car « pris les armes à la main ». |
| Massacre de Dompierre-du-Chemin                                    | 20 mars 1793                       | Dompierre-du-Chemin (Ille-et-Vilaine)                                  | 3                        | Insurgés bretons                  | Trois patriotes de Parcé, dont le maire de la commune, sont fusillés par les insurgés. |
| Massacre de La Rochelle                                            | 21 - 22 mars 1793                  | La Rochelle (Charente-Maritime)                                        | 6                        | Républicains                      | À la suite de la bataille de Pont-Charrault, six prêtres réfractaires originaires des environs de Bressuire et de Saint-Laurent-sur-Sèvre sont massacrés par une foule de 200 à 300 personnes et leurs corps sont décapités, émasculés ou dépecés. |
| Bataille de Pornic                                                 | 23 - 24 mars 1793                  | Pornic (Loire-Atlantique)                                              | 20 à 300                 | Républicains                      | Environ 200 à 500 insurgés sont tués par les républicains lors de la bataille de Pornic, dont plusieurs dizaines à 300 exécutés après la fin des combats. |
| Massacre de Bourgneuf-en-Retz                                      | 24 mars 1793                       | Bourgneuf-en-Retz (Loire-Atlantique)                                   | 3 à 12                   | Vendéens                          | Trois à douze patriotes sont fusillés par les insurgés de La Cathelinière. Celui-ci abat lui-même d'un coup de pistolet le maire de la commune, Pierre Mourain. |
| Massacre de Rochefort-en-Terre                                     | 26 mars 1793                       | Rochefort-en-Terre (Morbihan)                                          | Inconnu                  | Républicains                      | Plusieurs insurgés sont fusillés sommairement par les soldats républicains lors du deuxième combat de Rochefort-en-Terre. |
| Massacre de Savenay                                                | 29 mars 1793                       | Savenay (Loire-Atlantique)                                             | 12                       | Insurgés bretons                  | Douze prisonniers républicains sont fusillés par les insurgés d'après le général Beysser. |
| Exécutions de Pontivy                                              | 29 30 mars 1793                    | Pontivy (Morbihan)                                                     | 12                       | Républicains                      | 12 des 53 insurgés capturés au combat de Pontivy sont guillotinés après jugement d'une commission militaire révolutionnaire. |
| Exécutions d'Angers                                                | 2 avril 1793                       | Angers (Maine-et-Loire)                                                | 22                       | Républicains                      | 22 des 25 insurgés capturés au combat de Loiré sont guillotinés après jugement d'une commission militaire révolutionnaire |
| Exécutions de Lamballe                                             | 2 avril 1793                       | Lamballe (Côtes-d'Armor)                                               | 7                        | Républicains                      | Sept paysans insurgés capturés lors du combat de Lamballe, sont condamnés à mort par une commission militaire et exécutés. |
| Exécutions des Sables-d'Olonne                                     | 6 avril 1793                       | Les Sables-d'Olonne (Vendée)                                           | 12                       | Républicains                      | Douze insurgés âgés de 18 à 29 ans, « pris les armes à la main », sont condamnés à mort par la commission militaire des Sables d'Olonne et guillotinés,. |
| Exécutions de Fougères                                             | 13 avril 1793                      | Fougères (Ille-et-Vilaine)                                             | 10                       | Républicains                      | Après le combat de Fougères, 10 insurgés sont guillotinés après jugement d'une commission militaire. |
| Exécutions des Sables-d'Olonne                                     | 15 avril - 30 mai 1793             | Les Sables-d'Olonne (Vendée)                                           | 61                       | Républicains                      | 61 prisonniers, essentiellement « pris les armes à la main » « agents des rebelles » « chefs de rebelles » ou « courrier des rebelles », dont deux femmes, sont condamnés à mort par la commission militaire des Sables d'Olonne et guillotinés,. |
| Exécutions de Machecoul                                            | 24 - 27 avril 1793                 | Machecoul (Loire-Atlantique)                                           | 16 à 17                  | Républicains                      | À la suite de la première bataille de Machecoul, 16 à 17 insurgés sont fusillés ou décapités à la hache, dont René Souchu, après jugements de trois commissions militaires mises en place par le général Beysser. 6 acquittements et 8 renvois sont également prononcés,. |
| Massacre de Bressuire                                              | Fin avril 1793                     | Bressuire (Deux-Sèvres)                                                | 11                       | Républicains                      | Des prisonniers vendéens sont massacrés par des volontaires marseillais. |
| Bataille de La Châtaigneraie                                       | 13 mai 1793                        | La Châtaigneraie (Vendée)                                              | Inconnu                  | Vendéens                          | Des prisonniers sont massacrés malgré les ordres des chefs qui mettent difficilement fin aux tueries,. Les patriotes rescapés sont relâchés contre le serment de ne plus combattre les forces royalistes et reçoivent un passeport signé par les chefs des insurgés,. Cependant une fois à l'extérieur de la ville, ils sont attaqués par des paysans et La Rochejaquelein doit intervenir pour interrompre le massacre. |
| Exécutions de Fougères                                             | 22 mai 1793                        | Fougères (Ille-et-Vilaine)                                             | 4                        | Républicains                      | Quatre insurgés, dont une femme, sont guillotinés. |
| Massacre d'Amailloux                                               | 1er juillet 1793                   | Amailloux (Deux-Sèvres)                                                | Inconnu                  | Républicains                      | massacre d'habitants par les troupes républicaines de Westermann. |
| Première bataille de Châtillon                                     | 5 juillet 1793                     | Châtillon-sur-Sèvre (Deux-Sèvres)                                      | 75 à plusieurs centaines | Vendéens                          | Des prisonniers républicains de l'armée de Westermann sont massacrés par des Vendéens menés par le général Marigny, lequel aurait égorgé 75 hommes de sa main selon la marquise de La Rochejaquelein. L'intervention du général Lescure met fin aux tueries. |
| Bataille du Pont-Barré                                             | 18 septembre 1793                  | Saint-Lambert-du-Lattay, Chemillé et La Jumellière (Maine-et-Loire)    | 80                       | Républicains                      | Au cours de la bataille du Pont-Barré, des troupes républicaines parties de Saint-Lambert-du-Lattay poussent jusqu'à Chemillé et La Jumellière, massacrant sur leur chemin environ 80 civils, hommes et femmes. |
| Bataille du Pallet                                                 | 22 septembre 1793                  | Le Pallet (Loire-Atlantique)                                           | 400                      | Vendéens                          | Selon les mémoires du général Kléber, les Vendéens s'emparent des ambulances et massacrent « chirurgiens, blessés, malades et charretiers ». |
| Exécutions des Sables-d'Olonne                                     | 24 septembre 1793 - 13 avril 1794  | Les Sables-d'Olonne (Vendée)                                           | 55                       | Républicains                      | 55 prisonniers sont condamnés à mort par la commission militaire des Sables d'Olonne,. |
| Exécutions de la place du Bouffay à Nantes                         | 1er octobre 1793 - fin mai 1794    | Place du Bouffay à Nantes (Loire-Atlantique)                           | 203                      | Républicains                      | 200 prisonniers sont guillotinés à Nantes de octobre à décembre 1793. 144 de ces exécutions ont lieu en novembre et décembre. La plupart des exécutions sont prononcées par le tribunal révolutionnaire de Nantes présidé par François Louis Phelippes-Tronjolly, qui prononce 203 condamnations à mort contre 115 acquittements. Au moins 51 prisonniers sont guillotinés sans jugement sur ordre direct de Carrier à Phelippes-Tronjolly. Le 17 décembre, on relève notamment l'exécution de 24 Vendéens, dont quatre enfants de 13 à 14 ans, qui sont guillotinés sans jugement. Deux jours plus tard, 27 vendéens et chouans du Morbihan, font 7 femmes parmi lesquelles les sœurs La Métayrie, âgées de 17 à 28 ans, sont guillotinés sans jugement. |
| Deuxième bataille de Châtillon                                     | 11 octobre 1793                    | Châtillon-sur-Sèvre (Deux-Sèvres)                                      | Inconnu                  | Républicains                      | Au cours de la deuxième bataille de Châtillon des habitants sont massacrés, dont des femmes et des enfants, des soldats vendéens sont exécutés sommairement et la ville est incendiée par les troupes républicaines du général Westermann. |
| Massacre de Cholet                                                 | 13 octobre 1793                    | Cholet (Maine-et-Loire)                                                | 63                       | Vendéens                          | Des soldats républicains capturés à la deuxième bataille de Châtillon sont fusillés. Un seul est épargné car il ne porte pas d'uniforme. |
| Évacuation de Cholet                                               | 16 - 17 octobre 1793               | Entre Cholet et Saint-Florent-le-Vieil (Maine-et-Loire)                | 60 à 600                 | Vendéens                          | Les Vendéens évacuent sur Saint-Florent-le-Vieil 5 000 à 6 000 prisonniers républicains détenus à Cholet. Au cours du trajet certains captifs se révoltent ou tentent de s'évader, tandis que d'autres, trop blessés ou malades pour suivre, sont exécutés sommairement. Les estimations données par différents témoins vont de 60 à 600 morts. |
| Massacre de Bouin                                                  | 17 - 18 octobre 1793               | Bouin (Vendée)                                                         | 100 à 800                | Vendéens                          | L'officier vendéen François Pajot fait fusiller une partie des républicains capturés lors de la prise de prise de Noirmoutier. Selon les sources, le nombre des morts est estimé de 100 à 800 et celui des rescapés de 127 à 900,. |
| Massacre de Beaupréau                                              | 17 - 18 octobre 1793               | Beaupréau (Maine-et-Loire)                                             | 400 à 800                | Républicains                      | Les forces républicaines des généraux Haxo, Beaupuy et Westermann s'emparent de la ville et massacrent tous les soldats vendéens trouvés malades ou blessés dans les hôpitaux,. |
| Massacre de Candé                                                  | 21 octobre 1793                    | Candé (Maine-et-Loire)                                                 | 30                       | Républicains                      | Environ 30 blessés vendéens laissés dans les hôpitaux, sont massacrés par les républicains lorsque ces derniers reprennent la ville. |
| Massacre de Château-Gontier                                        | 21 octobre 1793                    | Château-Gontier (Mayenne)                                              | 14                       | Vendéens                          | 14 administrateurs républicains sont fusillés par les Vendéens sur ordre de Marigny. |
| Bataille de Fougères                                               | 3 - 5 novembre 1793                | Fougères (Ille-et-Vilaine)                                             | 20 à 60+                 | Vendéens                          | Les Vendéens font 400 à 800 prisonniers lors de la bataille de Fougères. La plupart sont épargnés et relâchés, mais quelques-uns, dont le maire François Lesueur, sont fusillés. |
| Fusillades de Nantes                                               | 5 novembre 1793 - 8 mai 1794       | Nantes (Loire-Atlantique)                                              | 2 600 à 3 600            | Républicains                      | Des milliers de détenus des prisons de Nantes, dont une majorité de Vendéens emprisonnés à l'entrepôt des cafés, sont fusillés dans les carrières de Gigant après avoir été condamnés à mort par la commission Bignon et la commission Pépin-Lenoir,. |
| Exécutions de Rennes                                               | 9 novembre 1793 - 6 juin 1794      | Rennes (Ille-et-Vilaine)                                               | 307                      | Républicains                      | Entre le 9 novembre 1793 et la mi janvier 1794, la commission Vaugeois prononce à Rennes 56 condamnations à mort, contre 17 peines de fers, 20 peines de prison et 37 acquittements. Du 21 novembre 1793 au 6 juin 1794, la commission Brutus Magnier juge quant à elle 744 personnes et condamne à mort 268 prisonniers, dont 19 femmes, majoritairement des Vendéens et des chouans, qui sont exécutés à Rennes, Fougères et Saint-Aubin-du-Cormier,. Au total, on relève 307 exécutions à Rennes de mars 1793 à juillet 1794, dont seulement 16 Rennais. |
| Massacre de La Chapelle-des-Fougeretz                              | 13 novembre 1793                   | La Chapelle-des-Fougeretz (Ille-et-Vilaine)                            | 9                        | Républicains                      | Neuf villageois du hameau des Quatre-Vents, dont deux hommes, trois femmes et quatre enfants, sont brûlés vifs dans leur habitation par des soldats républicains. |
| Exécutions de Dinan                                                | 16 novembre 1793                   | Dinan (Côtes-d'Armor)                                                  | 14                       | Républicains                      | 14 vendéens, dont 3 femmes et 2 enfants, pris dans les environs de Dol-de-Bretagne, sont fusillés par une commission militaire en présence du représentant Prieur de la Marne. |
| Massacre des hôpitaux de Fougères                                  | 17 - 19 novembre 1793              | Fougères (Ille-et-Vilaine)                                             | 30 à 200                 | Républicains                      | Les troupes républicaines des généraux Canuel et Amey reprennent sans combattre la ville de Fougères, mais torturent et massacrent les Vendéens trouvés dans les hôpitaux, dont de nombreuses femmes,. |
| Noyades de Nantes                                                  | 17 novembre 1793 - 30 janvier 1794 | Nantes (Loire-Atlantique)                                              | 1 800 à 4 860            | Républicains                      | Sur ordre du représentant Carrier, des milliers de détenus des prisons de Nantes, dont une majorité de Vendéens emprisonnés à l'entrepôt des cafés, sont exécutés par noyade dans la Loire,. |
| Exécutions de Laval                                                | 18 - 21 novembre 1793              | Laval (Mayenne)                                                        | 12                       | Républicains                      | Douze prisonniers sont condamnés à mort et exécutés après jugement de la commission Parein-Félix. |
| Exécutions de Granville                                            | 19 novembre 1793 - 11 mai 1794     | Granville (Manche)                                                     | 43+                      | Républicains                      | Plusieurs prisonniers vendéens sont jugés et condamnés à mort par une commission militaire. Seize sont exécutés le 19 novembre et au moins vingt-sept suivent entre cette journée et le 11 mai 1794. |
| Massacre d'Avranches                                               | 21 - 22 novembre 1793              | Avranches (Manche)                                                     | 800                      | Républicains                      | Le représentant Laplanche et la municipalité d'Avranches font fusiller des centaines de prisonniers vendéens après le siège de Granville,. |
| Massacre du Gorvello                                               | 22 novembre 1793                   | Le Gorvello, à Sulniac (Morbihan)                                      | 10                       | Républicains                      | Dix chouans sont fusillés. |
| Exécutions de Mayenne                                              | 25 novembre 1793                   | Mayenne (Mayenne)                                                      | 28                       | Républicains                      | Vingt-huit rebelles pris dans l'hôpital de la ville sont jugés par le tribunal criminel sur ordre du représentant Le Tourneur et fusillés. |
| Fusillades du Marillais                                            | novembre 1793 - avril 1794         | Le Marillais (Maine-et-Loire)                                          | ~ 2 000                  | Républicains                      | Environ 2 000 prisonniers vendéens, dont une moitié de femmes et d'enfants, sont fusillés par la garnison de Saint-Florent-le-Vieil, commandée par le général Maximin Legros,. |
| Massacre de Noyal-Muzillac                                         | 1er décembre 1793                  | Noyal-Muzillac (Morbihan)                                              | 8                        | Républicains                      | Des habitants sont fusillés, ou tués en essayant de fuir, par les troupes de l'armée révolutionnaire de Le Batteux. |
| Massacre de Juigné-sur-Loire                                       | 2 décembre 1793                    | Juigné-sur-Loire (Maine-et-Loire)                                      | 124                      | Républicains                      | 124 prisonniers vendéens sont fusillés sur ordre de la commission Parein-Félix, |
| Exécutions de Saint-Malo                                           | 2 décembre 1793 - 1er mai 1794     | Saint-Malo (Ille-et-Vilaine)                                           | 88 à 200+                | Républicains                      | Exécutions de prisonniers après jugements de la commission O'Brien. Le nombre des morts est inconnu. Plus de 200 rebelles sont exécutés selon une lettre du représentant Laplanche en janvier 1794. 88 victimes sont identifiées, |
| Exécutions de Châteauneuf-sur-Sarthe                               | 3 - 4 décembre 1793                | Châteauneuf-sur-Sarthe (Maine-et-Loire)                                | 19                       | Républicains                      | 19 prisonniers vendéens sont fusillés. |
| Bataille de Bouin                                                  | 6 décembre 1793                    | Bouin (Vendée)                                                         | 25+                      | Républicains                      | Après la bataille de Bouin, les républicains massacrent les blessés et les malades vendéens laissés sur place. Seules 25 victimes, toutes originaires de Bouin, sont identifiées. |
| Fusillades de Doué-la-Fontaine                                     | 6 - 12 décembre 1793               | Doué-la-Fontaine (Maine-et-Loire)                                      | 200                      | Républicains                      | 200 prisonniers vendéens sont fusillés et 11 guillotinés après jugement de la commission Parein-Félix, laquelle ne prononce que 15 acquittements. |
| Exécutions de Sablé-sur-Sarthe                                     | 7 décembre 1793                    | Sablé-sur-Sarthe (Sarthe)                                              | 12                       | Républicains                      | Douze prisonniers, dont sept femmes, sont condamnés à mort par la commission Thirion et exécutés pour « avoir suivi les brigands de la Vendée ». |
| Exécutions de Fontenay-le-Comte                                    | 12 décembre 1793 - 31 mars 1794    | Fontenay-le-Comte (Vendée)                                             | 192                      | Républicains                      | 192 prisonniers sur 332 jugés, sont condamnés à mort et fusillés après jugement de la commission militaire mise en place par le représentant Lequinio. Il y a au total 230 exécutions à Fontenay, du 1er janvier 1793 au 27 juillet 1794,. |
| Exécutions de Saumur                                               | 13 - 23 décembre 1793              | Saumur (Maine-et-Loire)                                                | 45                       | Républicains                      | 29 prisonniers vendéens sont guillotinés et 16 fusillés. |
| Fusillade de Sablé-sur-Sarthe                                      | 6 décembre 1793                    | Sablé-sur-Sarthe (Sarthe)                                              | 122                      | Républicains                      | 122 prisonniers vendéens sont fusillés. |
| Massacre de La Flèche                                              | 10 - 11 décembre 1793              | La Flèche (Sarthe)                                                     | 1 000                    | Républicains                      | Le 10 décembre, 700 Vendéens sont « tués et massacrés » dont 100 dans la ville et 600 dans les villages des environs, selon les déclarations du général Westermann. Le lendemain, 300 malades et blessés vendéens sont achevés par les hommes de la division Kléber . |
| Bataille du Mans                                                   | 12 décembre - 13 décembre 1793     | Le Mans (Sarthe)                                                       | Plusieurs milliers       | Républicains                      | 10 000 à 15 000 vendéens, hommes, femmes et enfants, sont tués dans la ville et sur la route de Laval, tant par les combats que par les massacres. 600 prisonniers sont fusillés après le combat, 400 malades et blessés sont achevés dans les hôpitaux,. |
| Exécutions du Mans                                                 | 14 décembre 1793                   | Le Mans (Sarthe)                                                       | 12                       | Républicains                      | 12 prisonniers vendéens sont exécutés après jugement de la commission Bignon. |
| Massacre de Nort-sur-Erdre                                         | 16 décembre 1793                   | Nort-sur-Erdre (Loire-Atlantique)                                      | 300 à 400                | Républicains                      | 300 à 400 traînards vendéens sont massacrés par l'avant-garde de Westermann. |
| Exécutions de Fougères                                             | 21 décembre 1793                   | Près de Fougères (Ille-et-Vilaine)                                     | 6                        | Républicains                      | 12 chouans sont capturés par les troupes du général Beaufort et 6 d'entre eux pris les armes à la main sont aussitôt fusillés. |
| Exécutions de Laval                                                | 22 - 29 décembre 1793              | Laval (Mayenne)                                                        | 28                       | Républicains                      | 28 prisonniers sont condamnés à mort et exécutés après jugement de la commission Proust, d'Angers. |
| Fusillade de Saumur                                                | 23 - 24 décembre 1793              | Saumur (Maine-et-Loire)                                                | 154                      | Républicains                      | 154 prisonniers vendéens sont fusillés au bois d'Asnières après jugement devant la commission Parein-Félix. |
| Exécutions de Mayenne                                              | 23 - 26 décembre 1793              | Mayenne (Mayenne)                                                      | 39                       | Républicains                      | 39 prisonniers sont condamnés à mort et fusillés et 4 sont acquittés, après jugement de la commission révolutionnaire de la Mayenne |
| Massacres de Savenay                                               | 23 - 26 décembre 1793              | Savenay et Prinquiau (Loire-Atlantique)                                | 2 000+                   | Républicains                      | Après la bataille de Savenay, 661 Vendéens faits prisonniers sont fusillés après un jugement de la commission Bignon. Des milliers d'autres sont envoyés à Nantes, à la prison de l'Entrepôt des cafés, et des centaines d'autres sont exécutés sans jugement par les troupes lancées à la poursuite des fuyards. |
| Fusillade de Saumur                                                | 26 décembre 1793                   | Saumur (Maine-et-Loire)                                                | 233                      | Républicains                      | 233 prisonniers vendéens sont fusillés aux buttes de Bournan après jugement devant la commission Parein-Félix. |
| Exécutions d'Ernée                                                 | 27 décembre 1793                   | Ernée (Mayenne)                                                        | 4                        | Républicains                      | Quatre prisonniers sont fusillés après jugement de la commission révolutionnaire de la Mayenne. |
| Fusillades des Ponts-de-Cé                                         | 27 décembre 1793 - janvier 1794    | Les Ponts-de-Cé (Maine-et-Loire)                                       | 1 500 à 1 600            | Républicains                      | Environ 1 500 prisonniers vendéens sont exécutés sans jugement sur ordre des représentants Hentz et Francastel, au cours d'une douzaine de fusillades,. |
| Fusillades de Sainte-Gemmes-sur-Loire                              | 27 décembre 1793 - 12 janvier 1794 | Sainte-Gemmes-sur-Loire (Maine-et-Loire)                               | 1 500 à 1 800            | Républicains                      | Quatre fusillades ont lieu dans un lieu-dit appelé « la Grande Prée ». |
| Exécutions de Sablé-sur-Sarthe                                     | 1er - 2 janvier 1794               | Sablé-sur-Sarthe (Sarthe)                                              | 31                       | Républicains                      | 31 prisonniers vendéens et chouans sont exécutés après jugement de la seconde commission de la Sarthe |
| Fusillades de Noirmoutier                                          | 4 - 9 janvier 1794                 | Île de Noirmoutier (Vendée)                                            | 1 200 à 1 500            | Républicains                      | Après leur capitulation à la bataille de Noirmoutier, les prisonniers vendéens, dont le général Maurice d'Elbée, sont fusillés sur ordre d'une commission militaire mise en place par les représentants en mission Prieur de la Marne, Turreau et Bourbotte, malgré la promesse de vie sauve faite par le général Haxo,. |
| Exécutions de Laval                                                | 5 janvier - 28 février 1794        | Laval (Mayenne)                                                        | 223                      | Républicains                      | 223 prisonniers sont condamnés à mort, 3 aux fers, 91 à la détention, et 204 sont acquittés après jugement de la commission révolutionnaire de la Mayenne. |
| Exécutions du Mans                                                 | 7 - 16 janvier 1794                | Le Mans (Sarthe)                                                       | 135                      | Républicains                      | 135 prisonniers vendéens et chouans du Maine sur 148 sont condamnés à mort par le tribunal criminel de la Sarthe et exécutés. Seuls des prisonniers âgés de 15 ans sont épargnés |
| Exécutions de Sablé-sur-Sarthe                                     | 11 - 14 janvier 1794               | Sablé-sur-Sarthe (Sarthe)                                              | 10                       | Républicains                      | 10 prisonniers vendéens sont condamnés à mort par la commission Proust d'Angers et exécutés. |
| Fusillades d'Avrillé                                               | 12 janvier - 16 avril 1794         | Avrillé (Maine-et-Loire)                                               | 863 à 2 480              | Républicains                      | Des milliers de prisonniers, majoritairement vendéens, hommes et femmes, sont fusillés, pour certains après condamnations des commissions militaires Parein-Félix et Proust, et d'autres sans jugement. 863 victimes sont identifiées,. |
| Massacre de Legé                                                   | 13 janvier 1794                    | Legé (Loire-Atlantique)                                                | 64                       | Républicains                      | 64 prisonniers vendéens sont fusillés après jugement d'une commission militaire. |
| Massacre de La Gaubretière                                         | 15 janvier 1794                    | La Gaubretière (Vendée)                                                | 10                       | Républicains                      | Environ 10 hommes sont surpris à la ferme de la Petite Renaudière où se déroule une messe tenue par un prêtre réfractaire, ils sont fusillés à cause de leur refus de crier « Vive la République ! ». |
| Massacre de La Claie                                               | 20 janvier 1794                    | Bouin (Vendée)                                                         | 30+                      | Républicains                      | Plus d'une trentaine d'hommes sont fusillés près du port de La Claie. |
| Massacres de Cernusson, Montilliers et Les Cerqueux-sous-Passavant | 21 janvier 1794                    | Cernusson, Montilliers et Les Cerqueux-sous-Passavant (Maine-et-Loire) | 70+                      | Républicains                      | La colonne infernale du général Louis Bonnaire massacre 40 habitants à Cernusson, dont le maire, environ 30 femmes et enfants à Montilliers, ainsi qu'un nombre inconnu d'habitants des Cerqueux-sous-Passavant |
| Massacres de Frossay                                               | 22 janvier 1794                    | Frossay (Loire-Atlantique)                                             | ~ 20                     | Républicains                      | Environ 20 Vendéens sont massacrés. |
| Massacres de Saint-Aubin-du-Plain                                  | 22 janvier 1794                    | Saint-Aubin-du-Plain (Deux-Sèvres)                                     | 79                       | Républicains                      | 79 habitants massacrés par la colonne infernale du général Louis Grignon |
| Massacres d'Étusson                                                | 22 janvier 1794                    | Étusson (Deux-Sèvres)                                                  | Inconnu                  | Républicains                      | Massacre d'habitants par la colonne infernale du général Grignon. |
| Massacres de Maulévrier et Yzernay                                 | 23 janvier 1794                    | Maulévrier et Yzernay (Maine-et-Loire)                                 | 14                       | Républicains                      | 14 femmes et filles sont fusillées par la colonne du général Caffin. |
| Massacre de Gonnord                                                | 23 janvier 1794                    | Gonnord (Maine-et-Loire)                                               | 200                      | Républicains                      | Environ 200 habitants sont massacrés par la colonne du général Crouzat, 2 femmes et 30 enfants auraient été enterrés vivants, |
| Massacre de La Jumellière                                          | 25 janvier 1794                    | La Jumellière (Maine-et-Loire)                                         | 37+                      | Républicains                      | Des habitants dont 37 femmes et enfants, ainsi que les conseillers municipaux et le prêtre constitutionnel sont massacrés à la baïonnette dans un pré par la colonne infernale du général Cordellier,. |
| Massacre de Melay                                                  | 25 janvier 1794                    | Melay (Maine-et-Loire)                                                 | 52                       | Républicains                      | 29 femmes et 23 enfants sont fusillés par la colonne infernale du général Cordellier. |
| Massacre de Chanzeaux                                              | 25 janvier 1794                    | Chanzeaux (Maine-et-Loire)                                             | 14                       | Républicains                      | 14 femmes et un vieillard sont fusillés en chantant le Salve Regina, auquel les soldats répondent par La Marseillaise. |
| Massacre de Saint-Pierre-des-Échaubrognes                          | 25 janvier 1794                    | Saint-Pierre-des-Échaubrognes (Deux-Sèvres)                            | 14                       | Républicains                      | 14 femmes sont fusillées par la colonne du général Caffin. |
| Exécutions de Vitré                                                | 25 janvier - 8 juillet 1794        | Vitré (Ille-et-Vilaine)                                                | 28                       | Républicains                      | La commission Vaugeois prononce 28 condamnations à mort, 16 aux fers, 11 à la détention contre 354 acquittements. |
| Massacre de Châteaumur                                             | 26 janvier 1794                    | Châteaumur (Vendée)                                                    | 10                       | Républicains                      | 10 personnes sont tuées par la colonne du général Grignon. |
| Massacre de Saint-André-sur-Sèvre                                  | 26 janvier 1794                    | Saint-André-sur-Sèvre (Deux-Sèvres)                                    | Inconnu                  | Républicains                      | Massacre des habitants par la colonne de Lachenay. |
| Massacre de Saint-Mesmin                                           | 26 janvier 1794                    | Saint-Mesmin (Vendée)                                                  | 6                        | Républicains                      | Bien que le bourg soit patriote, des viols sont commis et 6 habitants sont tués par les hommes de la colonne de Lachenay, mais la plupart réussissent à s'enfuir. |
| Massacre de Cerizay                                                | 26 janvier 1794                    | Cerizay (Deux-Sèvres)                                                  | ~ 300 (?)                | Républicains                      | Le bourg de Cerizay, patriote, est épargné, mais les habitants des fermes et des villages de la commune sont massacrés, y compris les femmes et les enfants. Le général Grignon annonce un bilan de 300 morts, mais ce nombre est probablement exagéré, |
| Massacre de La Caillère                                            | 27 janvier 1794                    | La Caillère (Vendée)                                                   | 15                       | Républicains                      | 15 prisonniers vendéens sont fusillés par les républicains des 1re et 2e colonnes infernales. |
| Massacre de Saint-Sulpice-en-Pareds                                | 28 janvier 1794                    | Saint-Sulpice-en-Pareds (Vendée)                                       | 18                       | Républicains                      | 18 prisonniers vendéens sont fusillés par les républicains des 1re et 2e colonnes infernales. |
| Massacre de La Flocellière                                         | 28 janvier 1794                    | La Flocellière (Vendée)                                                | Inconnu                  | Républicains                      | Les habitants sont massacrés par la colonne du général Grignon. |
| Massacre du Boupère                                                | 28 janvier 1794                    | Le Boupère (Vendée)                                                    | 19                       | Républicains                      | Le général Grignon fait fusiller 19 prisonniers. |
| Massacre de La Poitevinière                                        | 28 janvier 1794                    | La Poitevinière (Vendée)                                               | Inconnu                  | Républicains                      | Des femmes et des enfants sont découverts, cachés derrière des taillis et massacrés par les républicains de la colonne du général Jean-Baptiste Moulin, un petit enfant est promené au bout d'une pique par un soldat. |
| Massacre de La Meilleraie-Tillay                                   | 30 janvier 1794                    | La Meilleraie-Tillay (Vendée)                                          | 24 à 25                  | Républicains                      | Des républicains menés par Grammont fusillent 24 ou 25 personnes,. |
| Massacre de Pouzauges                                              | 30 janvier 1794                    | Pouzauges (Vendée)                                                     | 30                       | Républicains                      | 30 prisonnières vendéennes sont violées par les officiers de la colonne Grignon, puis fusillées près du donjon du château. |
| Massacre des Herbiers                                              | 31 janvier 1794                    | Les Herbiers (Vendée)                                                  | Inconnu                  | Républicains                      | Les troupes du général Amey massacrent des habitants sur la route de La Rochelle, tuant indistinctement femmes et enfants, rebelles et patriotes. Au château de Boistissandeau, une femme de 84 ans et ses deux filles sont sabrées par des hussards. |
| Massacre du Parc-Soubise                                           | 31 janvier 1794                    | Mouchamps (Vendée)                                                     | 200                      | Républicains                      | Environ 200 habitants sont fusillés au château du parc Soubise par la colonne de Lachenay et leurs corps sont ensuite brûlés,. |
| Massacre de Saint-Laurent-sur-Sèvre                                | 1er février 1794                   | Saint-Laurent-sur-Sèvre (Vendée)                                       | 20                       | Républicains                      | Environ 20 prisonniers vendéens fusillés par la colonne du généralCaffin. |
| Massacre de La Gaubretière                                         | 4 février 1794                     | La Gaubretière (Vendée)                                                | 85                       | Républicains                      | L'église est prise d'assaut par la colonne Boucret : 32 défenseurs sont tués et 53 sont pris et fusillés, dont une vingtaine de femmes. |
| Massacre de Gesté                                                  | 5 février 1794                     | Gesté (Maine-et-Loire)                                                 | 138                      | Républicains                      | 138 habitants sont massacrés par la colonne du général Cordellier. |
| Massacre de Montfaucon                                             | 5 février 1794                     | Montfaucon (Maine-et-Loire)                                            | 41                       | Républicains                      | 41 habitants sont massacrés par la colonne du général Cordellier. |
| Massacre de Venansault                                             | 5 février 1794                     | Venansault (Vendée)                                                    | ~ 100                    | Républicains                      | Environ 100 femmes et enfants sont tués et coupés en morceaux par des hommes de la colonne Duquesnoy. |
| Massacre de Tiffauges                                              | 6 février 1794                     | Tiffauges (Vendée)                                                     | ~ 600                    | Républicains                      | Le général Cordellier écrit : « Indépendamment que tout brûle encore, j'ai fait passer derrière la haie 600 particuliers des deux sexes ». |
| Massacre des Landes-Genusson                                       | 7 février 1794                     | Les Landes-Genusson (Vendée)                                           | 98                       | Républicains                      | 98 personnes sont massacrées par la colonne du général Cordellier. |
| Massacre de Clisson                                                | 8 février 1794                     | Clisson (Loire-Atlantique)                                             | 18                       | Républicains                      | Des Vendéens sont jetés morts ou vivants dans le puits du château de Clisson. Dix-huit squelettes sont exhumés en 1961. |
| Massacre de La Limouzinière                                        | 10 février 1794                    | La Limouzinière (Loire-Atlantique)                                     | ~ 100                    | Républicains                      | Une centaine de femmes et d'enfants sont égorgés dans le bourg et d'autres dans les environs, par la colonne Duquesnoy. Quelques habitants parviennent à se sauver à la suite de l'attaque des troupes de Charette lors de la bataille de Saint-Colombin. Dans ses mémoires, l'officier vendéen Lucas de La Championnière écrit : « Nous trouvions à chaque pas les corps des femmes et des enfants qui venaient d'être massacrés, et dans le bourg de la Limouzinière on en compta cent d'égorgées : la nécessité de marcher sur nous en sauva quelques-unes ». |
| Massacre du Fief-Sauvin                                            | 14 février 1794                    | Le Fief-Sauvin (Maine-et-Loire)                                        | 128                      | Républicains                      | 128 habitants sont massacrés par les colonnes infernales. |
| Massacre d'Apremont                                                | 18 février 1794                    | Apremont (Vendée)                                                      | 103                      | Républicains                      | 75 hommes et 27 femmes sont fusillés par le 1er bataillon de volontaires de Paris. |
| Massacre de Vieillevigne                                           | 22 février 1794                    | Vieillevigne (Loire-Atlantique)                                        | 15                       | Républicains                      | 15 personnes exécutées par la colonne du général Cordellier. |
| Massacre des Brouzils                                              | 22 février 1794                    | Les Brouzils (Vendée)                                                  | ~ 100                    | Républicains                      | Environ 100 personnes massacrées par la colonne du général Cordellier. |
| Massacre de Chavagnes-en-Paillers                                  | 23 février 1794                    | Chavagnes-en-Paillers (Vendée)                                         | 201+                     | Républicains                      | Au moins 201 habitants sont massacrés par la colonne du général Cordellier. |
| Bataille de Bressuire                                              | 24 février 1794                    | Bressuire (Deux-Sèvres)                                                | Inconnu                  | Vendéens                          | D'après l'administrateur Jarry, les Vendéens exécutent des malades et des blessés trouvés dans les hôpitaux lors de la bataille de Bressuire . |
| Massacre de Vieillevigne et Montbert                               | 26 février 1794                    | Vieillevigne et Montbert (Loire-Atlantique)                            | 35                       | Républicains                      | 35 personnes sont exécutées par la colonne du général Cordellier. |
| Massacre de Saint-Sulpice-le-Verdon                                | 26 février 1794                    | Saint-Sulpice-le-Verdon (Vendée)                                       | 50                       | Républicains                      | 50 habitants sont massacrés par la colonne Cordellier. |
| Massacre de La Gaubretière                                         | 27 février 1794                    | La Gaubretière (Vendée)                                                | 107 à 128                | Républicains                      | 107 à 128 habitants, dont 67 femmes et 10 enfants, sont massacrés par la colonne du général Huché,. |
| Massacre de La Verrie                                              | 27 février 1794                    | La Verrie (Vendée)                                                     | Inconnu                  | Républicains                      | Huché écrit avoir fait « passer au fil de la baïonnette tout ce que j'y ai trouvé, à la réserve des enfants ». |
| Noyade de la baie de Bourgneuf                                     | 27 février 1794                    | Baie de Bourgneuf (Loire-Atlantique)                                   | 41                       | Républicains                      | Une noyade est ordonnée par l'adjudant-général Lefebvre et le commandant Foucault. 41 personnes, dont 2 hommes, parmi lesquels un vieillard aveugle de 78 ans, 12 femmes, 12 filles, 10 enfants âgés 6 à 10 ans et 5 nourrissons sont embarqués à Paimbœuf sur un navire, conduits au large et précipités dans les flots,. |
| Massacre de Vezins                                                 | 28 février 1794                    | Vezins (Maine-et-Loire)                                                | ~ 300                    | Républicains                      | Le général Huché écrit : « Nous passâmes par Vezins où nous tuâmes tout ce que nous y trouvâmes. J'ai incendié les villages et tué à peu près 300 de ces scélérats par-ci par-là ». |
| Massacre des Lucs-sur-Boulogne                                     | 28 février - 1er mars 1794         | Les Lucs-sur-Boulogne (Vendée)                                         | 500 à 590                | Républicains                      | 500 à 590 habitants sont massacrés par la colonne infernale du général Cordellier. 564 victimes sont recensées par l'abbé Charles Vincent Barbedette, dont 109 enfants de moins de 7 ans,. |
| Massacre de Saint-Étienne-du-Bois                                  | 1er mars 1794                      | Saint-Étienne-du-Bois (Vendée)                                         | 66                       | Républicains                      | 66 personnes sont massacrées par la colonne du général Cordellier. |
| Bataille de La Roche-sur-Yon                                       | 1er mars 1794                      | La Roche-sur-Yon (Vendée)                                              | Inconnu                  | Républicains                      | Les blessés de l'armée de Charette, transportés sur des charrettes, sont sabrés par des hussards. |
| Exécutions de Lassay-les-Châteaux                                  | 4 - 7 mars 1794                    | Lassay-les-Châteaux (Mayenne)                                          | 6                        | Républicains                      | 6 prisonniers sont condamnés à mort et guillotinés. 22 sont acquittés après jugement de la commission révolutionnaire de la Mayenne. |
| Massacre de La Remaudière                                          | 5 mars 1794                        | La Remaudière (Loire-Atlantique)                                       | 5                        | Républicains                      | 5 personnes sont tuées dans les landes de Sainte-Catherine par la colonne Cordellier. |
| Massacre de Beauchêne                                              | 10 mars 1794                       | La Chapelle-Basse-Mer (Loire-Atlantique)                               | 26                       | Républicains                      | 26 personnes, dont 11 femmes, 9 enfants de moins de 11 ans, et trois nouveau-nés sont tués par la colonne Cordellier dans le village de Beauchêne. |
| Massacre du Puiset-Doré                                            | 12 mars 1794                       | Le Puiset-Doré (Maine-et-Loire)                                        | 56                       | Républicains                      | 56 personnes sont tuées dans la forêt de Leppo par la colonne du général Cordellier,. |
| Exécutions d'Ernée                                                 | 12 mars - 20 mars 1794             | Ernée (Mayenne)                                                        | 34                       | Républicains                      | 34 prisonniers sont condamnés à mort et guillotinés, 4 sont condamnés à la détention et 39 sont acquittés après jugement de la commission révolutionnaire de la Mayenne. |
| Massacre de La Chaussaire                                          | 13 mars 1794                       | La Chaussaire (Maine-et-Loire)                                         | 42                       | Républicains                      | 42 femmes et enfants sont massacrées par la colonne Cordellier. |
| Massacre de Montrevault                                            | 14 mars 1794                       | Montrevault (Maine-et-Loire)                                           | 72                       | Républicains                      | 72 personnes sont massacrées par la colonne Cordellier. |
| Massacres de Plaudren, Saint-Jean-Brévelay, Plaudren et Bignan     | 15 - 17 mars 1794                  | Plaudren, Saint-Jean-Brévelay, Plaudren et Bignan (Morbihan)           | 20                       | Républicains                      | 20 chouans et paysans sont exécutés sommairement après le combat de Mangolérian. |
| Massacre de Saint-Laurent-des-Autels                               | 16 - 17 mars 1794                  | Saint-Laurent-des-Autels (Maine-et-Loire)                              | 230                      | Républicains                      | 230 personnes, dont 93 hommes, 66 femmes et 71 enfants, sont massacrés par la colonne du général Cordellier,. |
| Massacre de Champtoceaux                                           | 16 - 17 mars 1794                  | Champtoceaux (Maine-et-Loire)                                          | 82                       | Républicains                      | 82 habitants sont massacrés par la colonne du général Cordellier,. |
| Massacre de Liré                                                   | 16 - 17 mars 1794                  | Liré (Maine-et-Loire)                                                  | 102                      | Républicains                      | 102 habitants sont massacrés par la colonne du général Cordellier. |
| Massacre de Drain                                                  | 16 - 17 mars 1794                  | Drain (Maine-et-Loire)                                                 | 106 à 108                | Républicains                      | 106 à 108 habitants sont massacrés par la colonne du général Cordellier. |
| Massacre de La Chapelle-Basse-Mer                                  | 16 - 17 mars 1794                  | La Chapelle-Basse-Mer (Loire-Atlantique)                               | 118+                     | Républicains                      | Au moins 118 habitants sont massacrés par la colonne du général Cordellier. |
| Massacre de Saint-Julien-de-Concelles                              | 16 - 17 mars 1794                  | Saint-Julien-de-Concelles (Loire-Atlantique)                           | Inconnu                  | Républicains                      | Les habitants sont massacrés par la colonne du général Cordellier. |
| Massacre de La Remaudière                                          | 16 - 17 mars 1794                  | La Remaudière (Loire-Atlantique)                                       | 96                       | Républicains                      | 96 habitants sont massacrés par la du général Cordellier, dont 8 bébés, 20 enfants entre 2 et 11 ans, 10 adolescents de 12 à 18 ans, 22 femmes et 17 hommes adultes, 19 personnes âgées de plus de 60 ans. |
| Massacre de La Boissière-du-Doré                                   | 16 - 17 mars 1794                  | La Boissière-du-Doré (Loire-Atlantique)                                | 48                       | Républicains                      | 48 personnes sont massacrées par la même colonne, dont 5 hommes et 8 femmes de plus de 60 ans, 5 bébés de moins de 2 ans, 6 fillettes et 4 garçons de moins de 11 ans, 4 adolescents, 7 femmes et 9 hommes adultes. |
| Exécutions de Vannes                                               | 19 mars 1794                       | Vannes (Morbihan)                                                      | 9                        | Républicains                      | 9 chouans sont fusillés sur la Garenne. |
| Exécutions de Mayenne                                              | 24 - 29 mars 1794                  | Mayenne (Mayenne)                                                      | 14                       | Républicains                      | 14 prisonniers sont condamnés à mort et guillotinés. 3 sont condamnés à la réclusion, 2 à la détention et 7 sont acquittés après jugement de la commission révolutionnaire de la Mayenne. |
| Exécutions de Paimbœuf                                             | 27 mars - 11 avril 1794            | Paimbœuf (Loire-Atlantique)                                            | 103                      | Républicains                      | 103 prisonniers sur 162 sont condamnés à mort par la commission militaire révolutionnaire Lenoir et exécutés,. |
| Massacre de la forêt de Vezins                                     | 27 mars 1794                       | Vezins (Maine-et-Loire)                                                | Inconnu                  | Républicains                      | La colonne de Cordellier, désormais commandée par Crouzat, fouille la forêt et trouve des blessés et « quelques femmes de brigands, cachées çà et là, qui ont été exterminées ». |
| Massacre de Château-Guibert                                        | 30 mars 1794 - 31 mars 1794        | Château-Guibert (Vendée)                                               | 80                       | Républicains                      | 80 hommes, femmes et enfants sont massacrés par une troupe de la colonne du général Huché menée par le capitaine Goy-Martinière,. |
| Massacre de Tiffauges                                              | 2 avril 1794                       | Tiffauges (Vendée)                                                     | Inconnu                  | Républicains                      | Des habitants sont fusillés dans le Pré-Guérin, près du château de Tiffauges par la colonne du général Crouzat. |
| Massacre du château d'Aux                                          | 2 - 3 avril 1794                   | La Montagne (Loire-Atlantique)                                         | 209                      | Républicains                      | 209 hommes de Bouguenais, âgés de 15 à 78 ans, sont condamnés à mort par la commission Bignon et fusillés à La Montagne près du château d'Aux,. |
| Massacre de Maisdon-sur-Sèvre                                      | 3 avril 1794                       | Maisdon-sur-Sèvre (Loire-Atlantique)                                   | 300 à 400 (?)            | Républicains                      | Le général Cambray écrase un rassemblement. Le massacre fait peut-être 300 à 400 morts, dont des femmes et des enfants. |
| Massacre de Torfou                                                 | 5 avril 1794                       | Torfou (Maine-et-Loire)                                                | 141                      | Républicains                      | Des habitants sont massacrés par la colonne du général Cordellier. 141 au total sont tués par les colonnes infernales. |
| Massacre de Clisson                                                | 5 avril 1794                       | Clisson (Loire-Atlantique)                                             | ~ 30                     | Républicains                      | Environ 30 personnes cachées dans les ruines du château sont massacrées la colonne du général Cordellier. |
| Massacre des bois de la Frappinière                                | 5 avril 1794                       | Cossé-d'Anjou (Maine-et-Loire)                                         | 15                       | Républicains                      | 15 femmes et enfants sont tués par les républicains dans les bois de la Frappinière. |
| Massacre de Montilliers                                            | 5 avril 1794                       | Montilliers (Maine-et-Loire)                                           | 20                       | Républicains                      | 22 femmes et enfants sont capturés dans le bois des Marchais par un détachement du camp dit « du Moulin ». Vingt d'entre eux sont fusillés au Moulin de la Reine et seuls deux enfants sont épargnés. |
| Massacre de Chanzeaux                                              | 9 avril 1794                       | Chanzeaux (Maine-et-Loire)                                             | 170                      | Républicains                      | 170 habitants, aux trois quarts des femmes et des enfants, sont massacrés par la colonne républicaine de l'adjudant-général Dusirat. |
| Massacre de Saint-Lambert-du-Lattay et Gonnord                     | 9 avril 1794                       | Saint-Lambert-du-Lattay et Gonnord (Maine-et-Loire)                    | Inconnu                  | Républicains                      | Le général Grignon écrit avoir « fait tuer quantité d'hommes et de femmes ». |
| Exécutions de Laval                                                | 7 avril - 22 juin 1794             | Laval (Mayenne)                                                        | 101                      | Républicains                      | 101 prisonniers sont condamnés à mort et guillotinés. 44 sont condamnés à la détention et 273 sont acquittés après jugement de la commission révolutionnaire de la Mayenne. |
| Exécutions de Fougères                                             | 15 avril - 3 mai 1794              | Fougères (Ille-et-Vilaine)                                             | 44                       | Républicains                      | 44 prisonniers sont exécutés à Fougères après avoir été condamnés par la commission Brutus Magnier. |
| Bataille de Moutiers-les-Mauxfaits                                 | 19 avril 1794                      | Moutiers-les-Mauxfaits (Vendée)                                        | 92                       | Vendéens                          | 92 patriotes sont massacrés par les troupes de Charette lors de la bataille de Moutiers-les-Mauxfaits,. |
| Massacre de Champtoceaux                                           | 17 mai 1794                        | Champtoceaux (Maine-et-Loire)                                          | 37                       | Républicains                      | 37 habitants sont tués par les républicains, dont 28 sont enfumés dans la grotte de Vau-Brunet, seuls une femme et un enfant en ressortent vivants,. |
| Exécutions de Saint-Méen-le-Grand                                  | 19 mai 1794                        | Saint-Méen-le-Grand (Ille-et-Vilaine)                                  | 9 à 27                   | Républicains                      | Selon Toussaint du Breil de Pontbriand, 27 paysans sont fusillés sans jugement le 19 mai, sur ordre du général républicain Vachot. Le général Vachot déclare quant à lui avoir fait fusiller neuf chouans. |
| Exécutions de Noirmoutier                                          | 17 juin - 14 août 1794             | Île de Noirmoutier (Vendée)                                            | 25                       | Républicains                      | 25 prisonniers sont condamnés à mort et fusillés après jugement de la commission Félix d'Angers. 18 accusés sont condamnés à la déportation et 600 acquittés. |
| Exécutions de Craon                                                | 13 - 24 juillet 1794               | Craon (Mayenne)                                                        | 19                       | Républicains                      | 19 prisonniers sont condamnés à mort et guillotinés. 3 sont condamnés à la détention et 30 acquittés après jugement de la commission révolutionnaire de la Mayenne. |
| Massacre de Rouans                                                 | 14 juillet 1794                    | Rouans (Loire-Atlantique)                                              | 60                       | Républicains                      | 60 réfugiés sont tués dans la forêt de Princé par la troupe de l'adjudant-général Lefebvre. |
| Massacre de Legé et des Lucs-sur-Boulogne                          | 18 - 19 juillet 1794               | Environ de Legé et des Lucs-sur-Boulogne (Vendée)                      | 500                      | Républicains                      | Depuis Montaigu, le général Huché se lance à la poursuite de l'armée de Charette, mais ses troupes commettent surtout des massacres et des incendies jusqu'à Palluau,. Selon le témoignage de Pierre Blanconnier, guide de la colonne, plus de 500 personnes sont tuées « dans les champs et leurs maisons ». À Legé, le village de La Bésilière, ancien quartier-général de Charette, est incendié et 50 à 60 hommes et femmes qui y sont trouvés sont tués. |
| Massacre de Champtoceaux                                           | 26 - 30 juillet 1794               | Champtoceaux (Maine-et-Loire)                                          | 13                       | Républicains                      | 13 personnes sont assassinées par les républicains,. |
| Exécutions de Château-Gontier                                      | 27 juillet - 11 août 1794          | Château-Gontier (Mayenne)                                              | 10                       | Républicains                      | 10 prisonniers sont condamnés à mort et guillotinés. 8 sont condamnés à déportation et 17 acquittés après jugement de la commission révolutionnaire de la Mayenne. |
| Massacre de Saint-Laurent-des-Mortiers                             | 3 août 1794                        | Saint-Laurent-des-Mortiers (Mayenne)                                   | 8                        | Chouans                           | 8 patriotes sont fusillés par les chouans de Coquereau. Seuls quelques vieillards sont sauvés lorsque des femmes s'interposent. |
| Exécutions de Laval                                                | 16 août - 12 novembre 1794         | Laval (Mayenne)                                                        | 15                       | Républicains                      | 15 prisonniers sont condamnés à mort et guillotinés. 45 sont condamnés à la détention, 1 à la déportation à vie et 152 acquittés après jugement de la commission révolutionnaire de la Mayenne. |
| Massacre de Melrand                                                | 27 janvier 1795                    | Melrand (Morbihan)                                                     | Inconnu                  | Républicains                      | Plusieurs habitants, dont des femmes, des enfants et des vieillards sont massacrés par des soldats républicains après un combat contre les chouans. |
| Massacre de Landévant                                              | 13 février 1795                    | Landévant (Morbihan)                                                   | 6                        | Républicains                      | Six chouans, dont le chef Louis Calan sont fusillés après un combat, sur ordre du représentant Louis-Urbain Brüe. |
| Massacre du convoi de Varades-Ancenis                              | 12 avril 1795                      | Entre Varades et Ancenis (Maine-et-Loire)                              | 28                       | Chouans                           | 28 volontaires républicains escortant un convoi sont capturés par les chouans et fusillés après avoir été contraints de creuser leurs propres tombes. |
| Massacre de Grand-Champ                                            | 28 mai 1795                        | Grand-Champ (Morbihan)                                                 | 4                        | Républicains                      | D'après les mémoires de Julien Guillemot, deux femmes et deux enfants sont assassinés par des soldats républicains après le combat de Grand-Champ. |
| Combat de Brée                                                     | 8 juin 1795                        | Brée (Mayenne)                                                         | ~ 20                     | Chouans                           | Une vingtaine de soldats républicains et quelques patriotes de la commune se rendent aux chouans mais ils sont fusillés malgré la promesse d'avoir la vie sauve. |
| Massacre de Saint-Denis-d'Anjou                                    | 11 juin 1795                       | Saint-Denis-d'Anjou (Maine-et-Loire)                                   | 25                       | Républicains                      | 25 chouans et habitants du bourg de Saint-Denis-d'Anjou sont surpris lors d'une messe et tués par des républicains de Sablé-sur-Sarthe et de Morannes. |
| Massacre du manoir de Kersal                                       | 26 juin 1795                       | Plougoumelen (Morbihan)                                                | 18                       | Chouans                           | 18 soldats républicains sont tués au combat à Pontsal ou fusillés au manoir de Kersal par les chouans de Mercier la Vendée. |
| Massacre de Saint-Brice-en-Coglès                                  | 20 juillet 1795                    | Saint-Brice-en-Coglès (Ille-et-Vilaine)                                | 6                        | Républicains                      | Des volontaires et des gardes nationaux de Saint-Marc-le-Blanc fusillent six personnes, âgées de 14 à 53 ans, dans le bois de la Motte, près de l'étang de Dieulegard. |
| Bataille de Segré                                                  | 21 juillet 1795                    | Segré (Maine-et-Loire)                                                 | 38                       | Chouans                           | 38 soldats républicains sont fusillés après la prise du bourg de Segré par les chouans. |
| Massacre de Juvigné                                                | 24 juillet 1795                    | Juvigné (Mayenne)                                                      | 4                        | Inconnu                           | 4 laboureurs sont massacrés. |
| Bataille du Rocher de La Piochais                                  | 26 juillet 1795                    | Landéan (Ille-et-Vilaine)                                              | ~ 15                     | Chouans                           | 13 soldats et gardes territoriaux républicains sont exécutés sommairement par les chouans d'Aimé Picquet du Boisguy, mais quelques-uns survivent à leurs blessures. Deux femmes sont également assassinées et leurs deux assassins condamnés à mort, jugés par un conseil de guerre chouan, puis exécutés à Saint-Brice-en-Coglès le 12 août,. |
| Massacre du château de Bocenit                                     | 1er août 1795                      | Saint-Gilles-du-Mené (Côtes-d'Armor)                                   | 17                       | Républicains                      | 18 personnes — des chouans blessés aux combats de Josselin et de Coëtlogon, des domestiques et trois ouvriers — sont surpris par des républicains Cents-Sols au château de Bocenit et fusillés sur place. Un seul survit à ses blessures,. |
| Fusillades de Quiberon, Vannes et Auray                            | 1er - 25 août 1795                 | Quiberon, Vannes et Auray (Morbihan)                                   | 748                      | Républicains                      | Après la défaite des royalistes lors de l'expédition de Quiberon, les républicains fusillent 627 émigrés ou ecclésiastiques et 121 chouans à Quiberon, Vannes et Auray. |
| Massacre de Belleville                                             | 9 août 1795                        | Belleville-sur-Vie (Vendée)                                            | 100 à 300                | Vendéens                          | Environ 100 à 300 prisonniers républicains sont fusillés sur ordre de Charette, en représailles des massacres de Quiberon. |
| Combat de Tremblay                                                 | 8 novembre 1795                    | Tremblay (Ille-et-Vilaine)                                             | 6                        | Chouans                           | Les chouans de du Boisguy font plusieurs dizaines de prisonniers lors du combat de Tremblay : la plupart sont relâchés mais six d'entre eux, reconnus pour avoir assassiné deux chouans, sont fusillés. |
| Combat de Bois-Rouland                                             | 2 décembre 1795                    | Entre Saint-Senier-de-Beuvron et Saint-James (Manche)                  | 4 à 5                    | Chouans                           | D'après les mémoires de Pontbriand, les chouans de du Boisguy font 55 prisonniers lors du combat de Bois-Rouland : 35 d'entre eux rejoignent les rangs des chouans, 16 sont relâchés et quatre ou cinq sont fusillés pour avoir « tenu des propos outrageants ». |
| Massacre de Guiscriff                                              | 1795                               | Guiscriff (Morbihan)                                                   | ~ 30                     | Chouans et habitants de Guiscriff | D'après un témoignage recueilli en 1841 à Coray par Théodore Hersart de La Villemarqué et laissé par un nommé Jourdan, ancien tambour des armées républicaines, 30 chauffeurs faux chouans sont massacrés par les chouans du chef Bonaventure et la population de Guiscriff à la foire Saint-Antoine. |
| Massacre de Moustoir-Ac                                            | 1795                               | Moustoir-Ac (Morbihan)                                                 | ~ 40                     | Chouans                           | D'après une tradition rapportée par Joson Gillet, de Moustoir-Ac, les chouans de Saint-Jean-Brévelay capturent 40 faux chouans dans la maison vicariale de Kerdroguen, puis ils les conduisent dans un pré, appelé par la suite Prat er lèron (Prairie des voleurs), aux abords de la forêt de Lavaux, près du bourg de Moustoir-Ac, où ils leur font creuser leur fosse, les déshabillent et les fusillent. |
| Massacre de Plumaugat                                              | 1er ou 21 janvier 1796             | Plumaugat (Côtes-d'Armor)                                              | 10                       | Républicains                      | D'après les mémoires de Toussaint du Breil de Pontbriand, 10 habitants, dont une femme, sont massacrés par des soldats républicains. En représailles, le chef chouan Lantivy du Rest fait fusiller le lendemain une vingtaine de prisonniers républicains d'un bataillon de l'Ain. |
| Massacre de Blandouet                                              | 31 janvier 1796                    | Blandouet (Mayenne)                                                    | 4                        | Républicains                      | 4 chouans sont fusillés par des chasseurs républicains de la garnison de Saint-Denis-d'Orques. |
| Bataille d'Auverné                                                 | 31 janvier - 1er février 1796      | Grand-Auverné, Petit-Auverné et Moisdon-la-Rivière (Loire-Atlantique)  | Inconnu                  | Républicains                      | Plusieurs habitants, hommes et femmes, sont assassinés par des soldats républicains. Les tueries font quatre morts à Moisdon-la-Rivière, ainsi qu'un nombre inconnu de victimes à Grand-Auverné, Petit-Auverné. |
| Combat de Romazy et Rimou                                          | 20 février 1796                    | Rimou (Ille-et-Vilaine)                                                | 3 à 8                    | Chouans                           | Le maire, le prêtre constitutionnel et un à six vieillards sont assassinés par des chouans lors du combat,. |
| Massacre de Limbloch                                               | 21 février 1796                    | Grand-Champ (Morbihan)                                                 | 11                       | Républicains                      | Onze chouans sont exécutés par les républicains au village de Limbloch. Ils sont solennellement inhumés plus d'un siècle plus tard le 16 novembre 1913 dans le cimetière paroissial. |
| Exécutions d'Angers                                                | 25 février 1796                    | Angers (Maine-et-Loire)                                                | 8                        | Républicains                      | Le général vendéen Jean-Nicolas Stofflet, et sept de ses officiers, sont fusillés |
| Massacre d'Argentré                                                | 16 mars 1796                       | Argentré (Mayenne)                                                     | 11                       | Républicains                      | Onze personnes, hommes et femmes, chouans ou suspectés d'avoir des attaches avec eux, sont fusillés par des soldats républicains d'une colonne mobile. |
| Massacre de Locminé                                                | Début avril 1796                   | Locminé (Morbihan)                                                     | 18                       | Républicains                      | 18 chouans sont fusillés par les républicains, sur ordre du général Mermet. |
| Exécutions de Bayeux                                               | 1er - 13 avril 1796                | Bayeux (Calvados)                                                      | 18                       | Républicains                      | 21 chouans capturés à Lamberville et âgés de 18 à 27 ans, sont condamnés à mort malgré une capitulation signée : 18 sont fusillés à Bayeux, un autre est exécuté à Caen, un deuxième est délivré, le sort du troisième est inconnu. |
| Massacre d'Antrain et Saint-Ouen-la-Rouërie                        | 7 - 8 avril 1796                   | Antrain et Saint-Ouen-la-Rouërie (Ille-et-Vilaine)                     | 23                       | Chouans                           | 23 habitants, dont 5 femmes, depuis l'âge de 18 à 80 ans, sont massacrés pendant la nuit par des chouans,. |
| Massacre de Chailland et La Bigottière                             | 14 avril 1796                      | Chailland et La Bigottière (Mayenne)                                   | 14                       | Républicains                      | Quatorze « pères et mères de chouans » sont massacrés dans les campagnes par des gardes nationaux en représailles de l'exécution de l'un des leurs dans la même journée. |
| Exécutions de Guingamp                                             | 30 avril 1796                      | Guingamp (Côtes-d'Armor)                                               | 4                        | Républicains                      | Quatre chouans sont fusillés au champ du Vally, d'après les mémoires de Jean Conan. |
| Massacre de Saint-Sauveur-des-Landes                               | 5 mai 1796                         | Entre Romagné et Saint-Sauveur-des-Landes (Ille-et-Vilaine)            | 7 à 8                    | Républicains                      | Le général Gency fait fusiller 7 ou 8 chouans entre Romagné et Saint-Sauveur-des-Landes et un chef est ensuite exécuté à Coglès. |
| Massacre de Saint-Cornier-des-Landes                               | 15 mai 1796                        | Saint-Cornier-des-Landes (Orne)                                        | 11                       | Chouans                           | Onze soldats républicains sont fusillés par les chouans et quatre autres sont épargnés contre un enrôlement chez les rebelles. |
| Massacre de Parigné                                                | 22 - 23 décembre 1798              | Parigné (Ille-et-Vilaine)                                              | 4                        | Faux-Chouans                      | Quatre personnes — un aubergiste, sa femme et deux ouvriers — sont massacrés pendant la nuit par des faux-chouans,. |
| Massacre de Saint-Mars-sur-la-Futaie                               | 24 juillet 1799                    | Saint-Mars-sur-la-Futaie (Mayenne)                                     | Inconnu                  | Républicains                      | Plusieurs chouans sont pris et fusillés par des gardes nationaux de La Bazouges-du-Désert et du Loroux. |
| Massacre de Mesaubouin                                             | 5 novembre 1799                    | Billé (Ille-et-Vilaine)                                                | 17                       | Chouans                           | Après le combat de Vendel, les chouans conduisent 24 prisonniers républicains à la ferme de Mesaubouin : 17 sont fusillés au Champ-Picard et les sept autres sont relâchés,. |
| Massacre de Saint-Fraimbault                                       | 24 novembre 1799                   | Saint-Fraimbault (Orne)                                                | 4                        | Républicains                      | Quatre chouans sont fusillés. |
| Massacre du pont du Loc'h                                          | 22 janvier 1800                    | Locmaria-Grand-Champ (Morbihan)                                        | 8 à 16                   | Républicains                      | Les troupes républicaines du général Harty s'emparent du pont du Loc'h et capturent plusieurs chouans — huit selon les sources républicaines, seize selon les mémoires de Julien Guillemot — qui sont ensuite fusillés, |
| Massacre du château de Kerscouble                                  | 27 janvier 1800                    | Plaudren (Morbihan)                                                    | 32 à 61                  | Chouans                           | Les chouans font plus d'un centaine de prisonniers républicains lors de la bataille du pont du Loc'h : certains sont relâchés, mais plusieurs autres — 32 selon les mémoires de Julien Guillemot, 43 selon les mémoires d'Alexis Le Louer, et 61 selon le général Brune — sont fusillés au château de Kerscouble, près de Plaudren, sur ordre de Pierre Guillemot, en représailles aux exécutions commises par les républicains au pont du Loc'h, |
| Massacre d'Elven                                                   | 26 - 28 janvier 1800               | Entre Vannes et Elven (Morbihan)                                       | 40                       | Républicains                      | D'après le journal de Jean-Marie Galles, un habitant de Vannes, des troupes républicaines sorties de cette ville pillent le bourg d'Elven et massacrent sur leur route au moins quarante vieillards, femmes et enfants |
| Massacres du Ménil-Broût et de Mêle-sur-Sarthe                     | 27 janvier 1800                    | Entre Le Ménil-Broût et Le Mêle-sur-Sarthe (Orne)                      | Inconnu                  | Républicains                      | Plusieurs chouans sont fusillés après un combat. |
| Massacre de Saint-Christophe-du-Jambet                             | 28 janvier 1800                    | Saint-Christophe-du-Jambet (Sarthe)                                    | 27                       | Républicains                      | 27 chouans, blessés, sont fusillés par les républicains après un combat. |
| Exécutions de Verneuil-sur-Avre                                    | 18 février 1800                    | Verneuil-sur-Avre (Eure)                                               | 7                        | Républicains                      | Le général chouan Louis de Frotté et six de ses officiers, venus négocier leur capitulation, sont arrêtés par les soldats du général Guidal. Bien que porteurs d'un sauf-conduit, les officiers chouans sont condamnés à mort et fusillés. |

## Mémoriaux

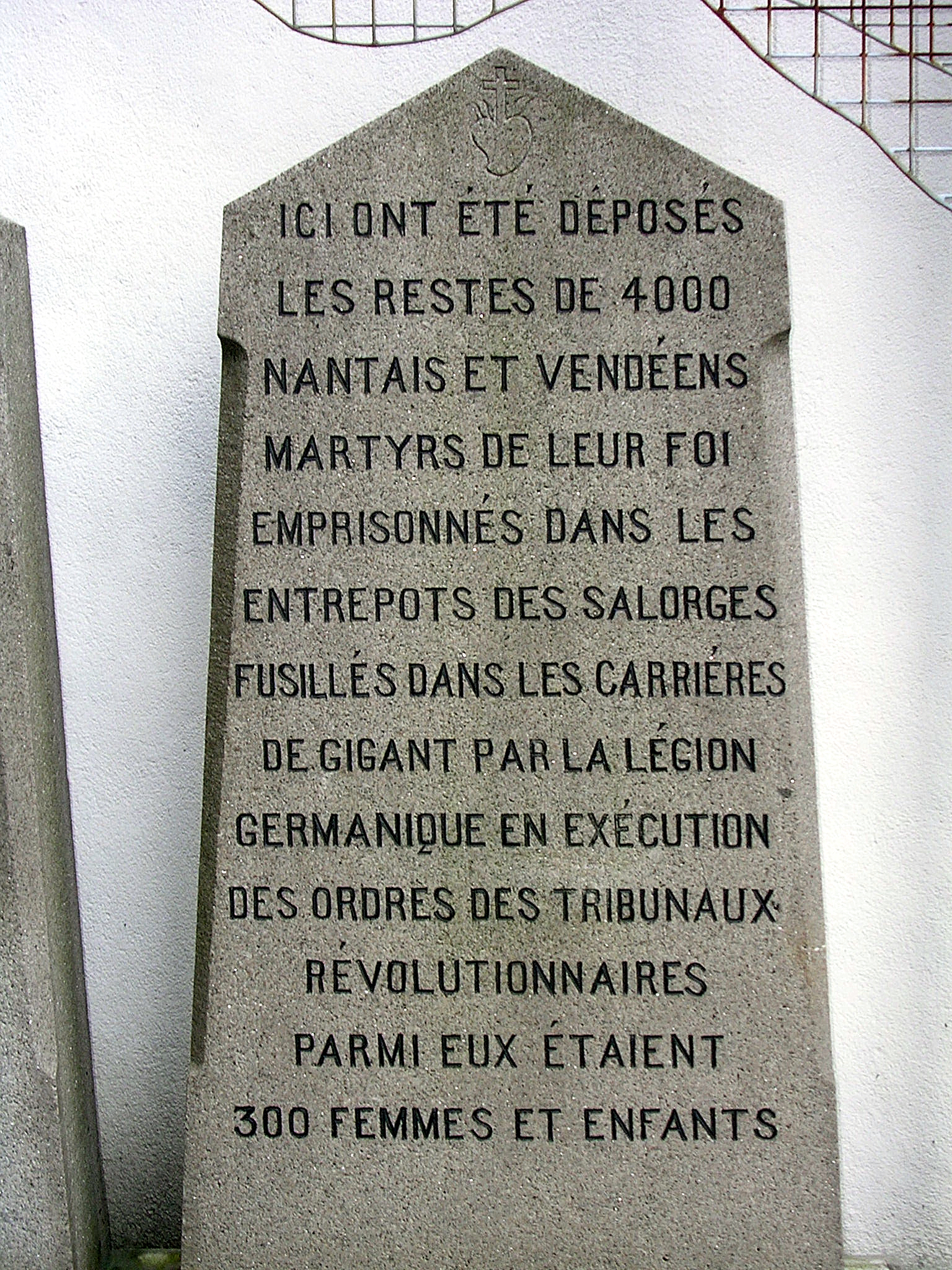
Mémorial situé au 7 rue des Martyrs, à Nantes, lieux des fusillades de Nantes.
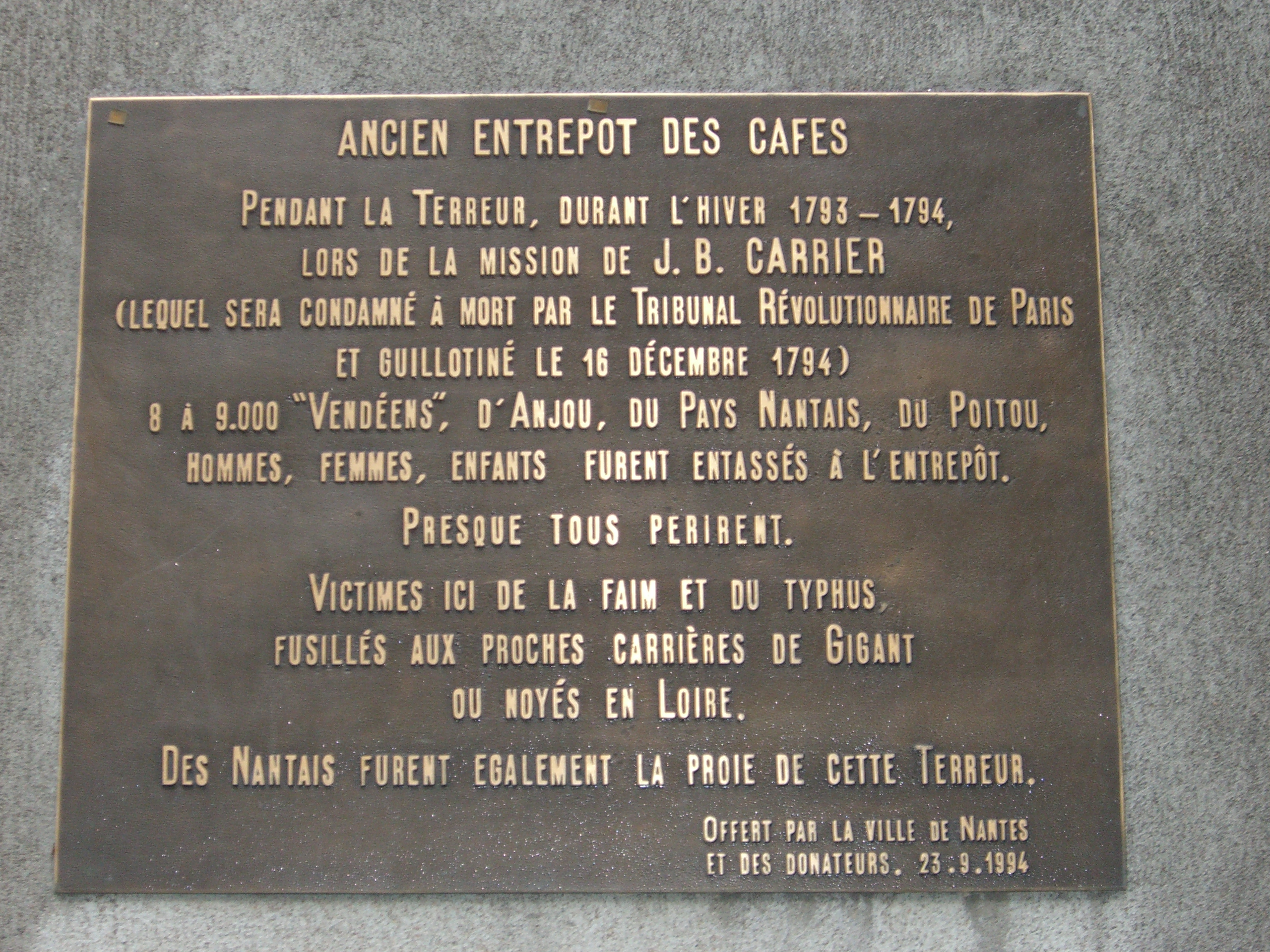
Plaque commémorative située sur la façade de l’ancienne prison de l'Entrepôt des cafés, au 2 rue Lamoricière à Nantes.
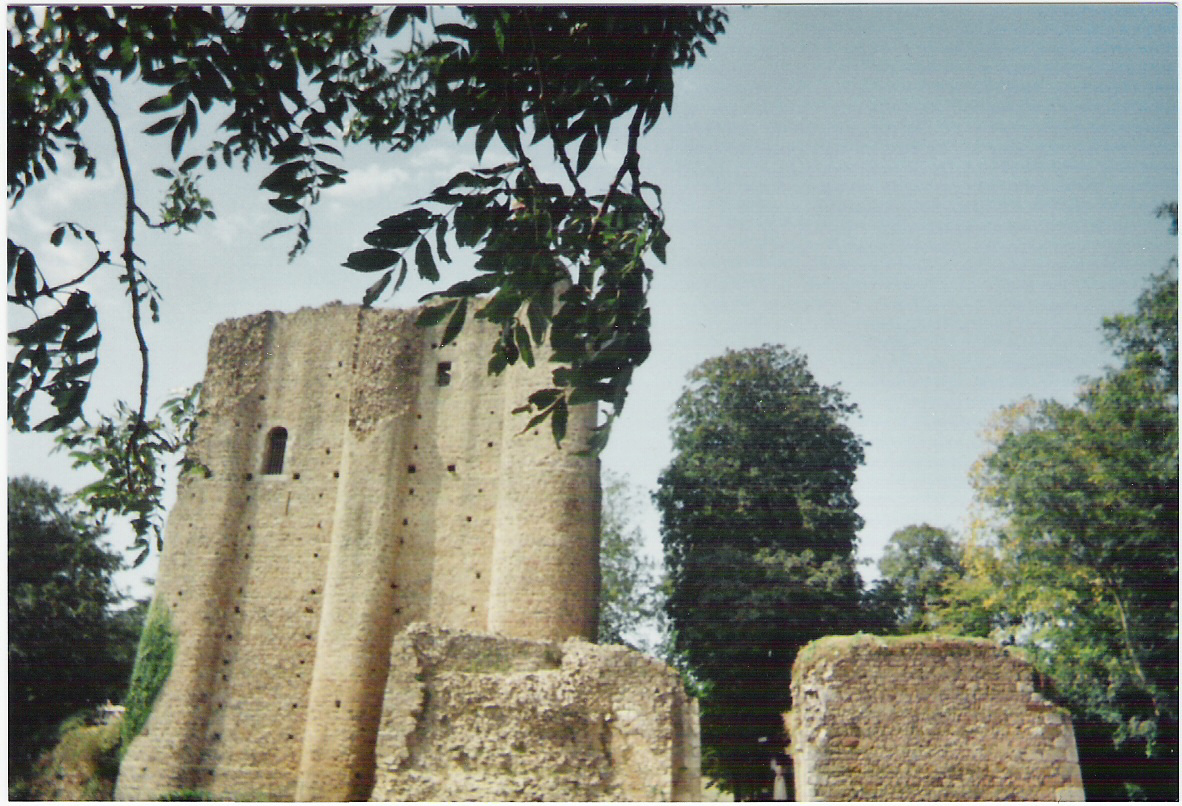
Ruines du château de Pouzauges dans lesquelles 30 femmes sont fusillées le 30 janvier 1794.
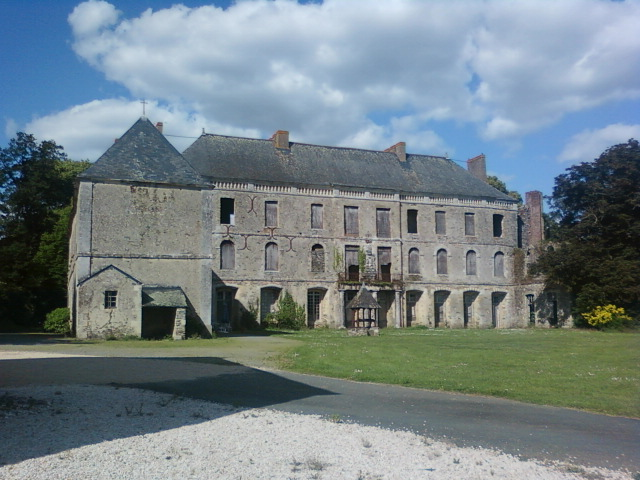
Ruines du château du parc Soubise à Mouchamps, lieux du massacre du 31 janvier 1794.
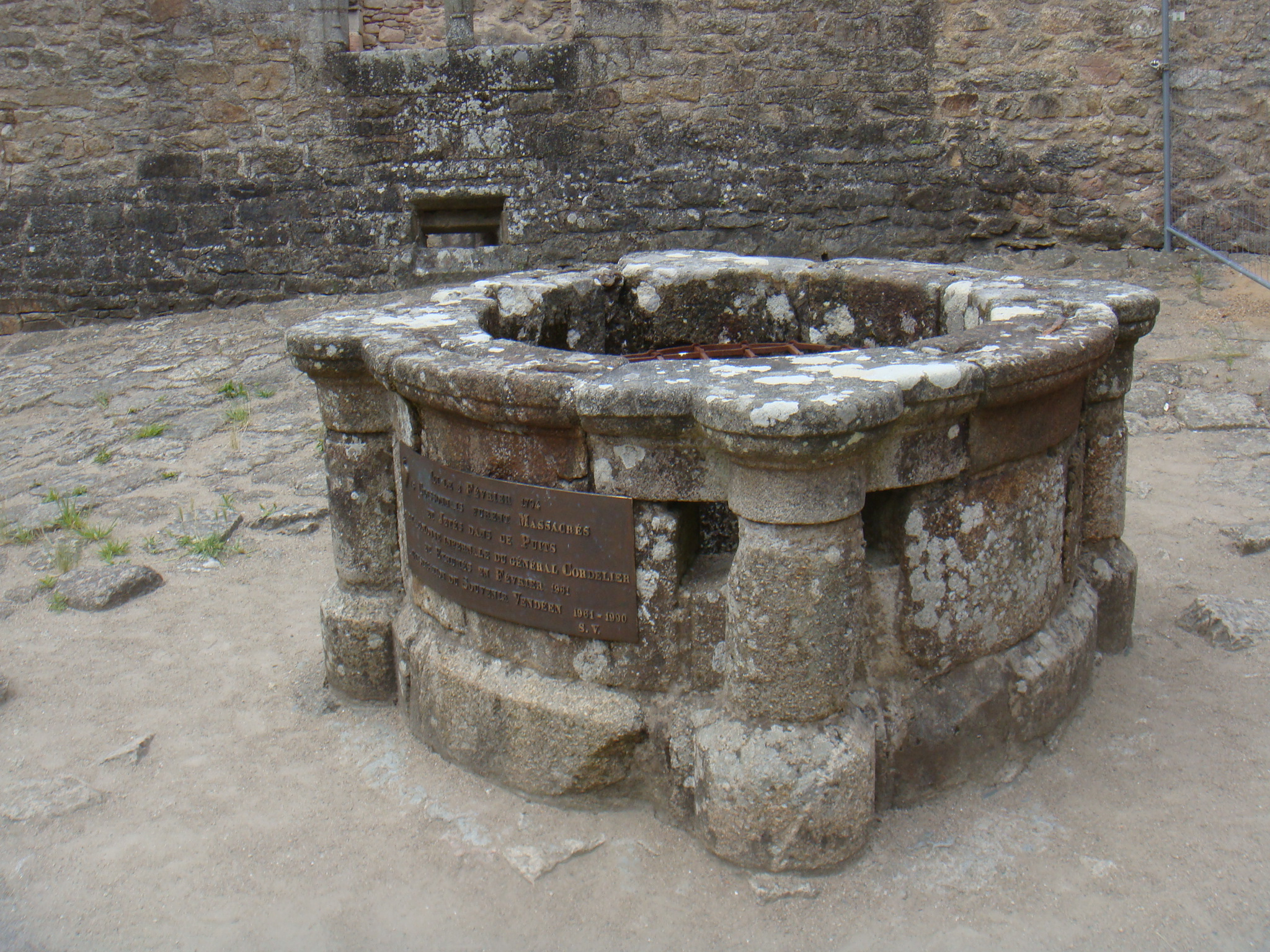
Puits du château de Clisson.
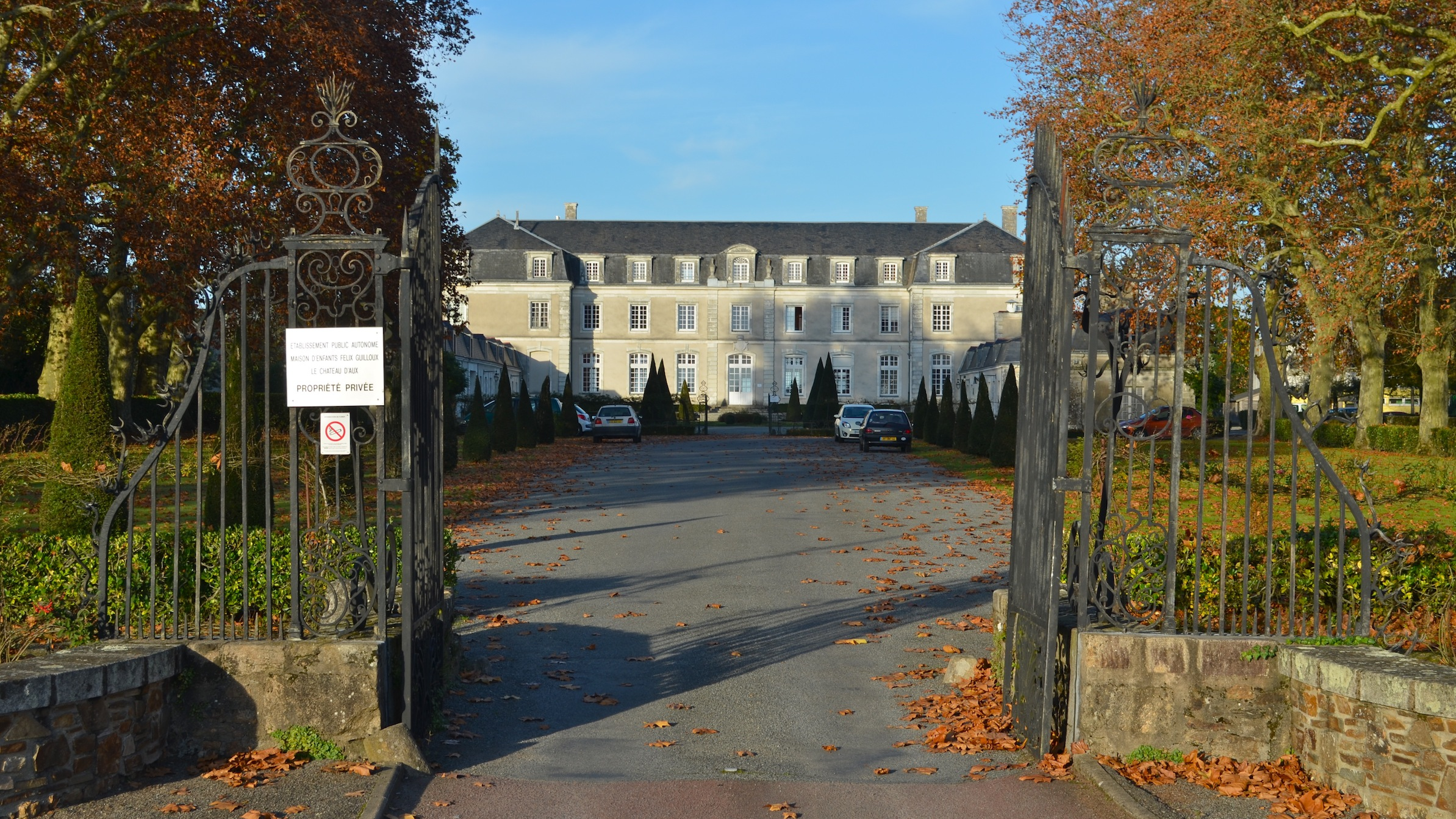
Vue en 2011 du château d'Aux, théâtre du massacre d'avril 1794.
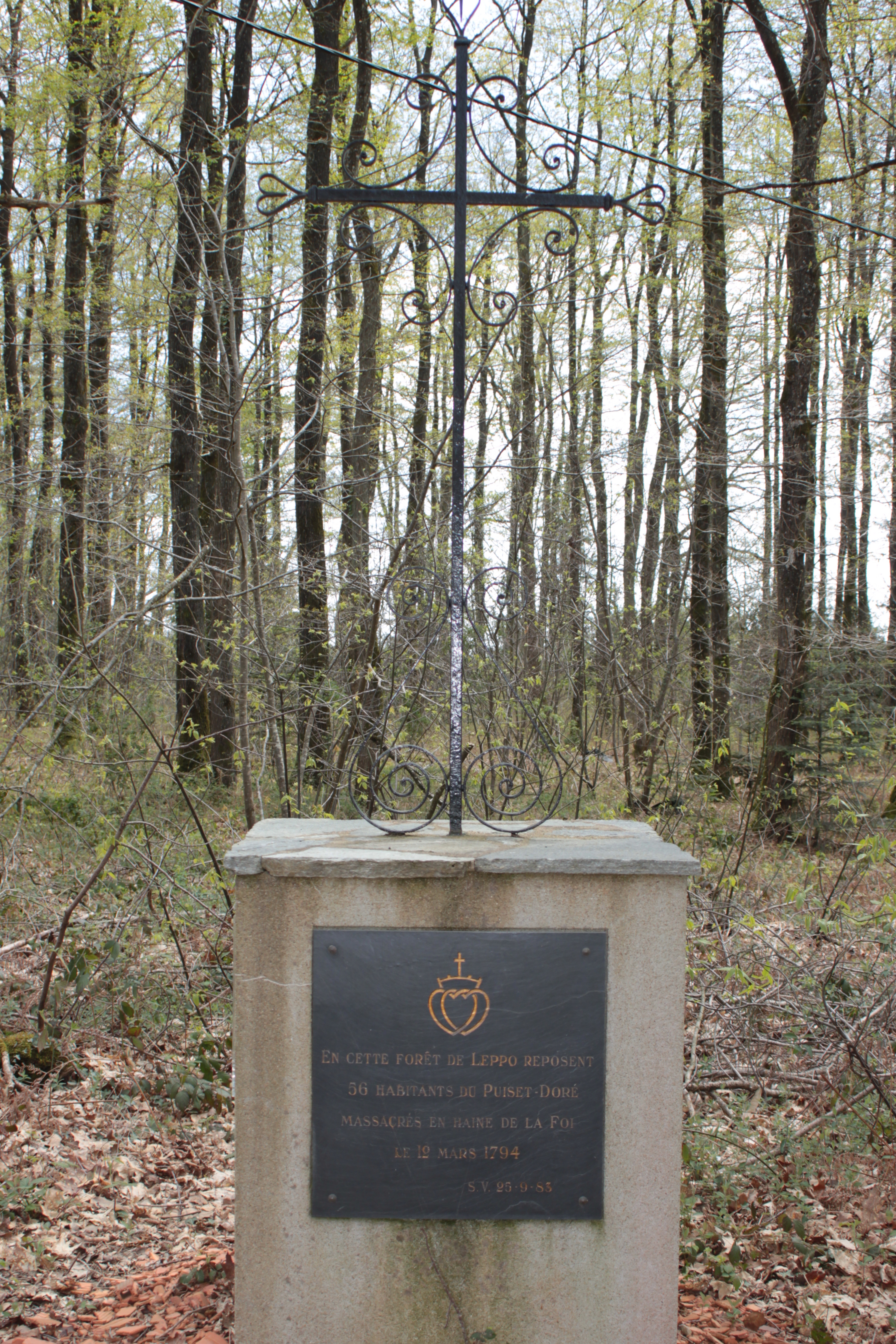
Croix commémorative du massacre du Puiset-Doré.

## Représentations artistiques

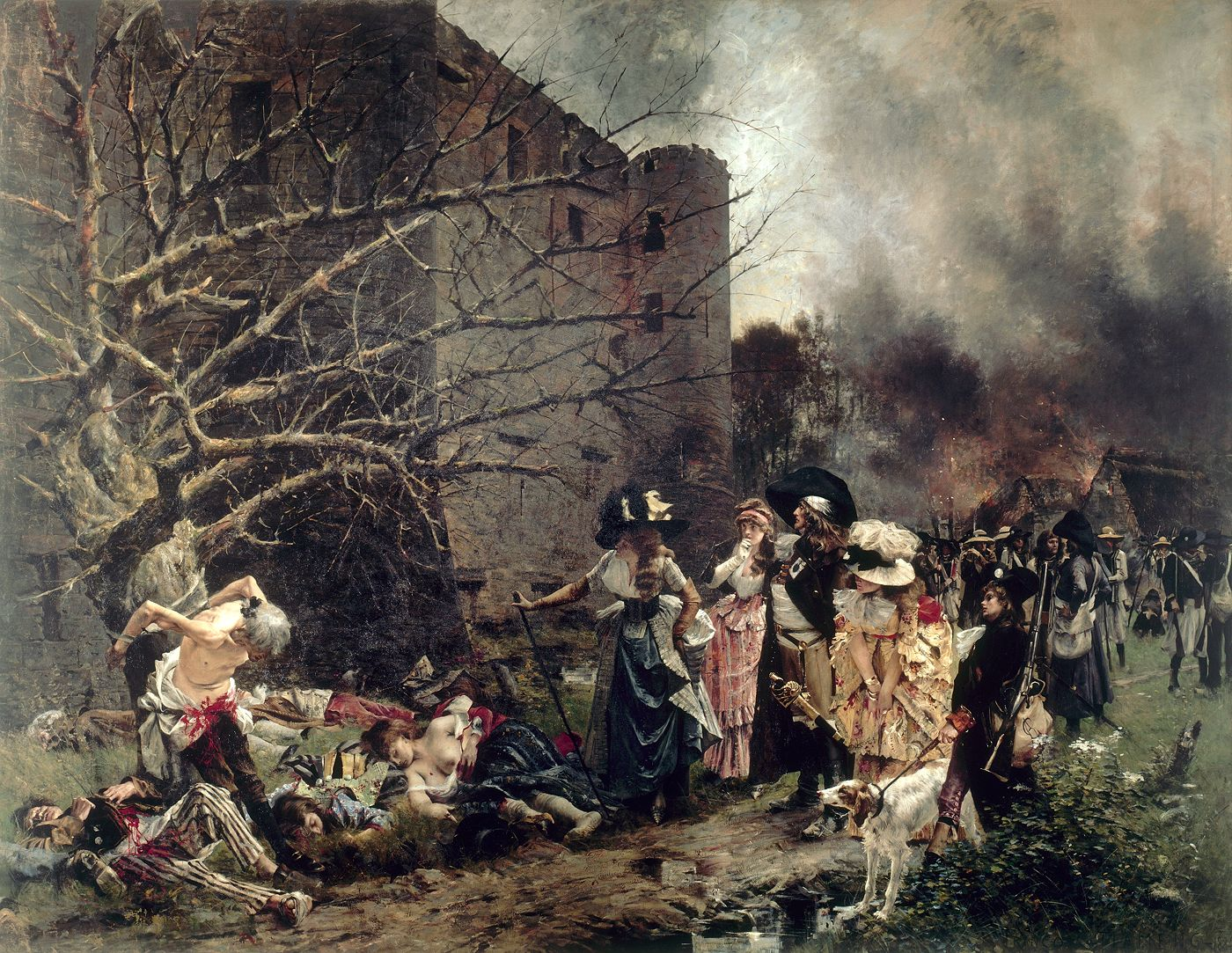
Le Massacre de Machecoul, huile sur toile de François Flameng, 1884, musée d'Art et d'Histoire de Cholet.
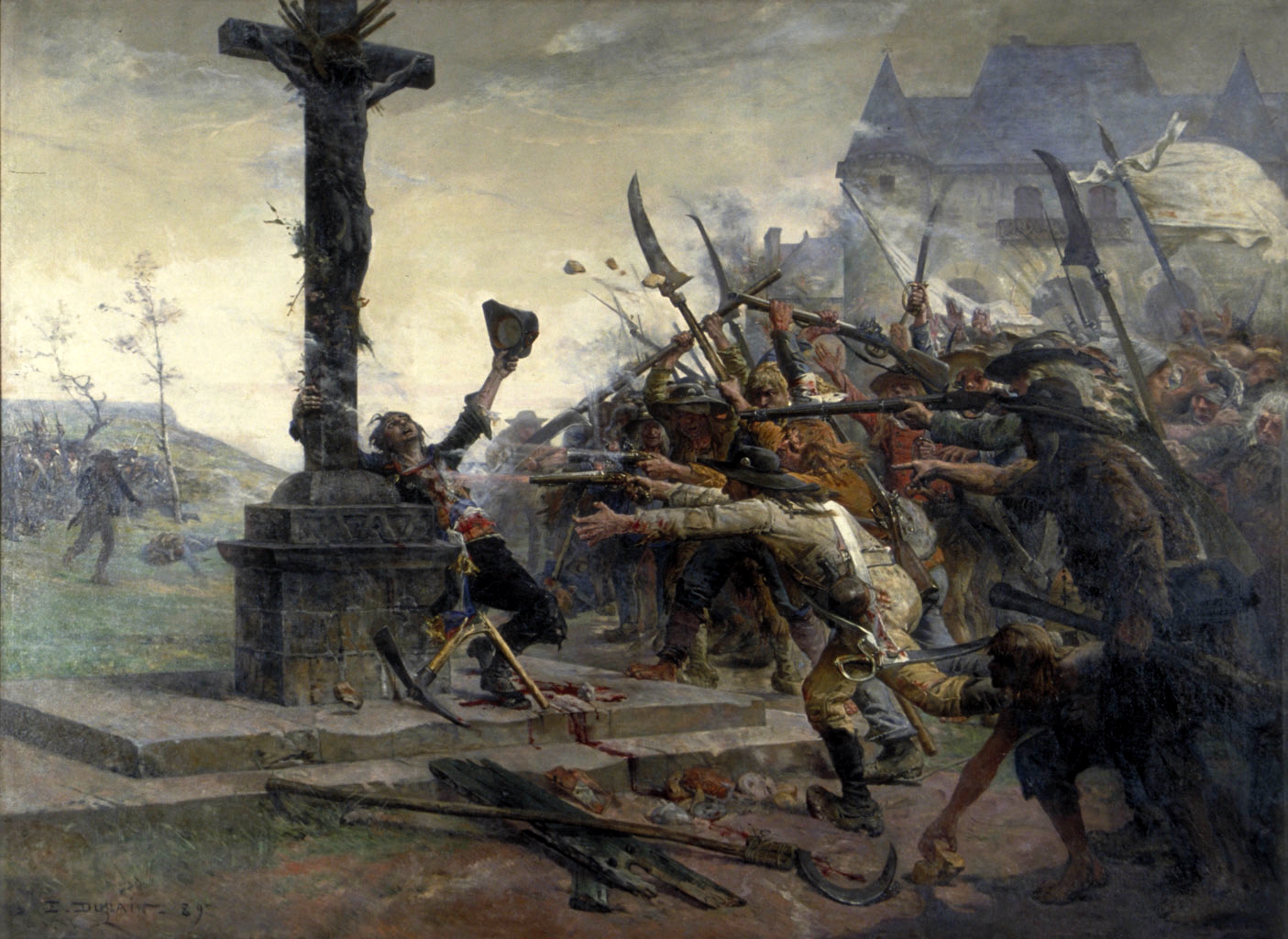
Mort de Sauveur, héros breton, huile sur toile d'Edmond Louis Dupain, XIXe siècle, musée des beaux-arts de Bordeaux.
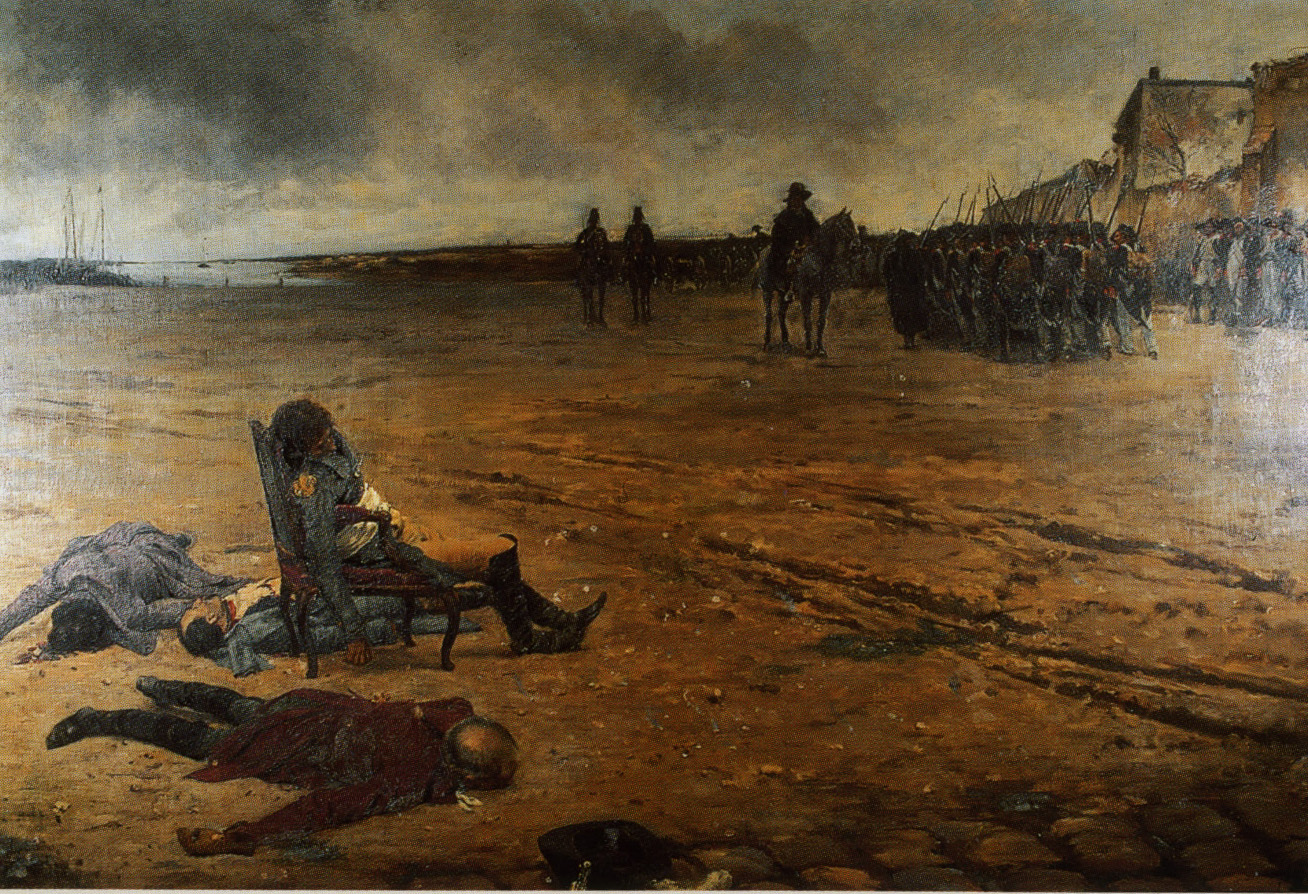
La mort du général D'Elbée, huile sur toile de Julien Le Blant, 1878, musée du Château, Noirmoutier-en-l'Île.
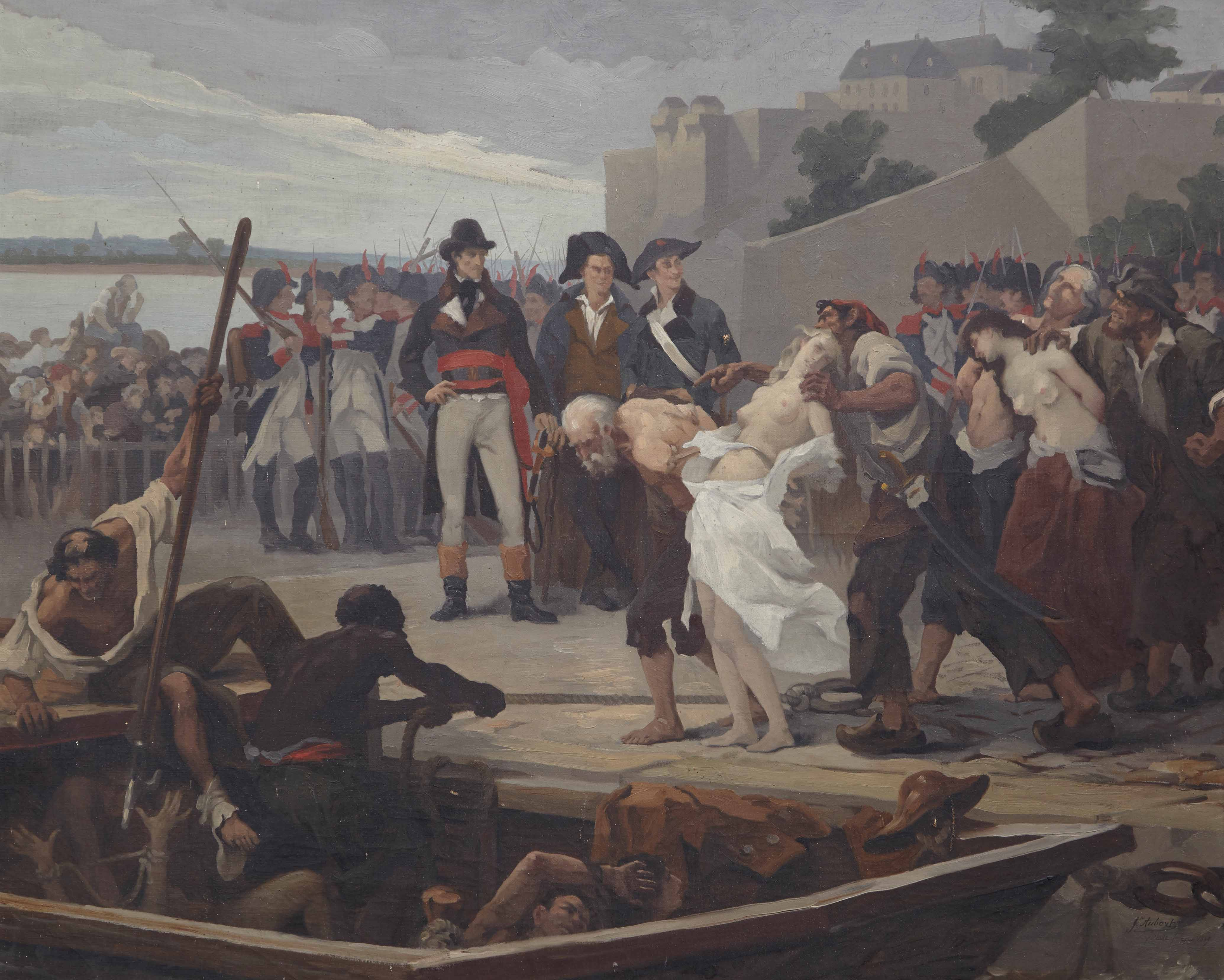
Les Noyades de Nantes en 1793, huile sur toile de Joseph Aubert, 1882.
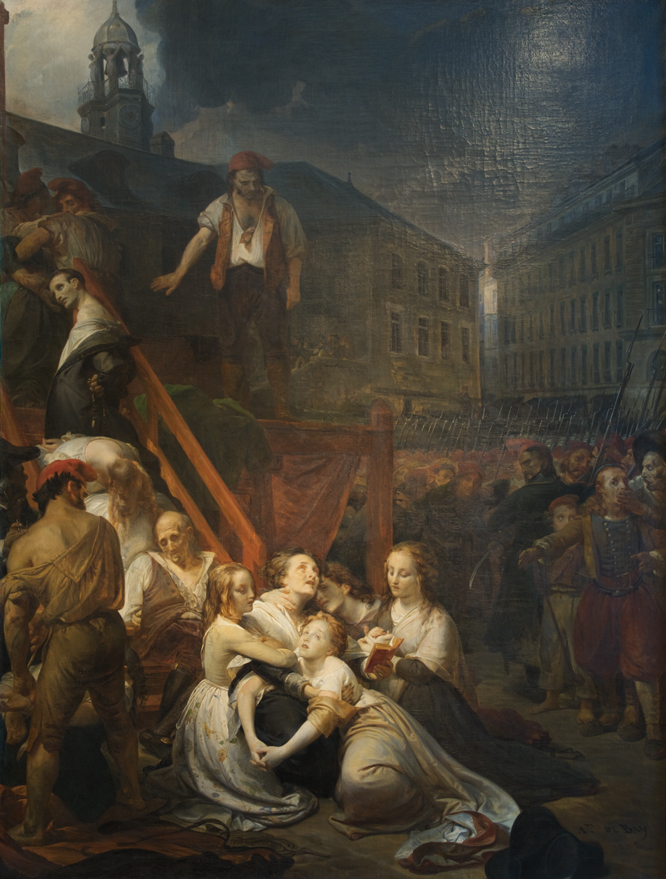
L'exécution des sœurs La Métairie, huile sur toile de Auguste-Hyacinthe Debay, 1838, Château des ducs de Bretagne, Nantes.
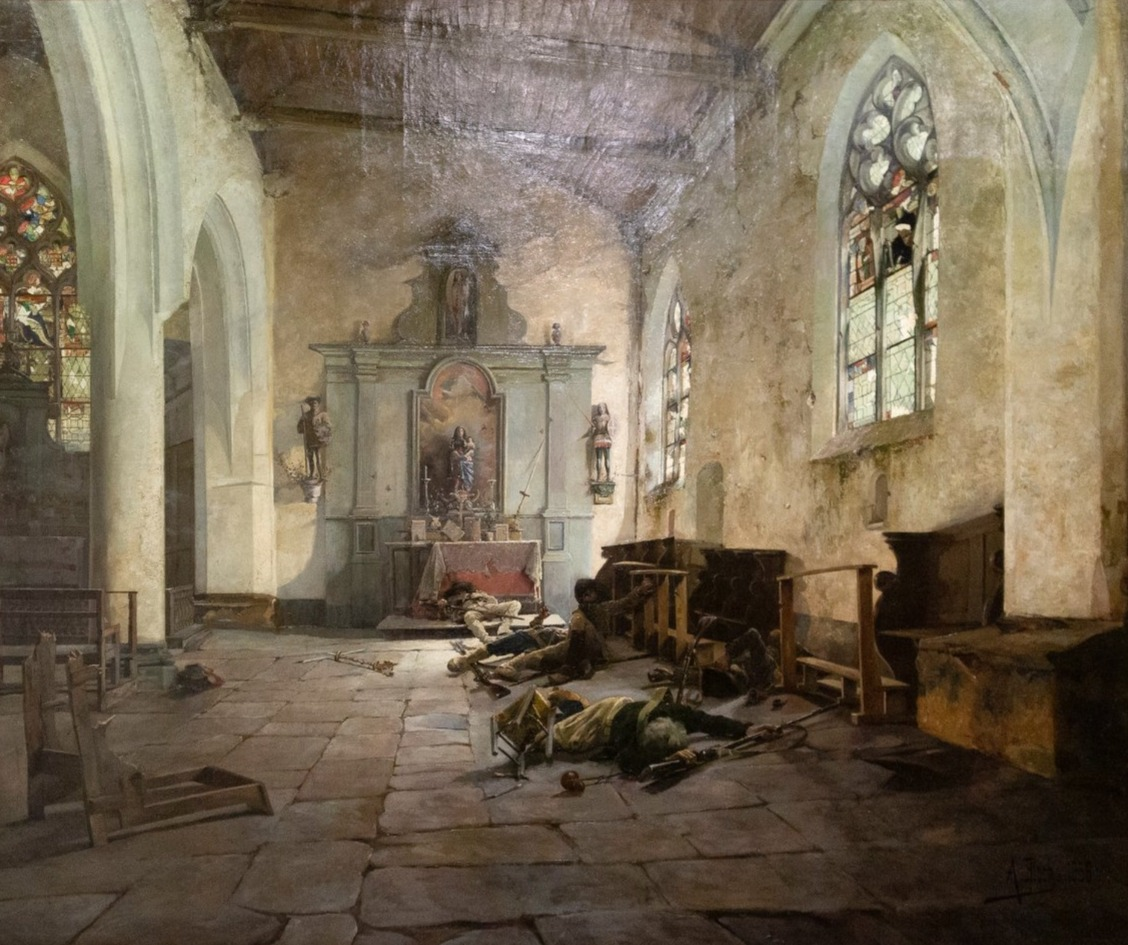
La Chapelle de La Madeleine à Malestroit - 15 nivose an III, huile sur toile d'Alexandre Bloch, 1886, musée des beaux-arts de Quimper.
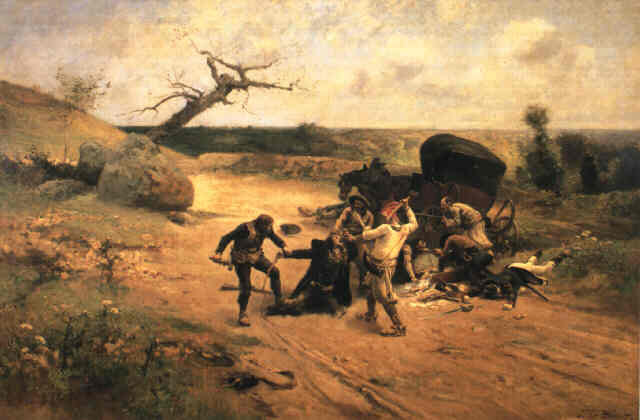
Le courrier des Bleus, huile sur toile de Julien Le Blant, 1882.
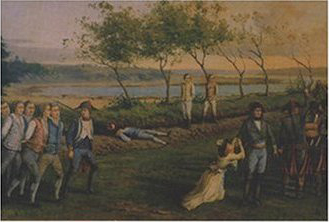
Les fusillés de Vannes, peinture de R. de Coueson, 1895.

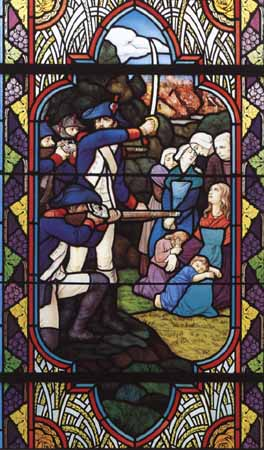
Le massacre du Carrefour-des-chats, vitrail de l'église de La Salle-de-Vihiers, par R. Desjardins, 1931.
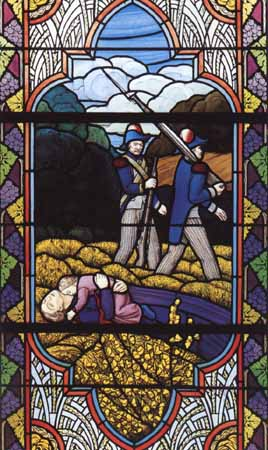
Assassinat d'une femme vendéenne et de sa fille par des soldats de la colonne Bonnaire, vitrail de l'église de La Salle-de-Vihiers, par R. Desjardins, 1931.
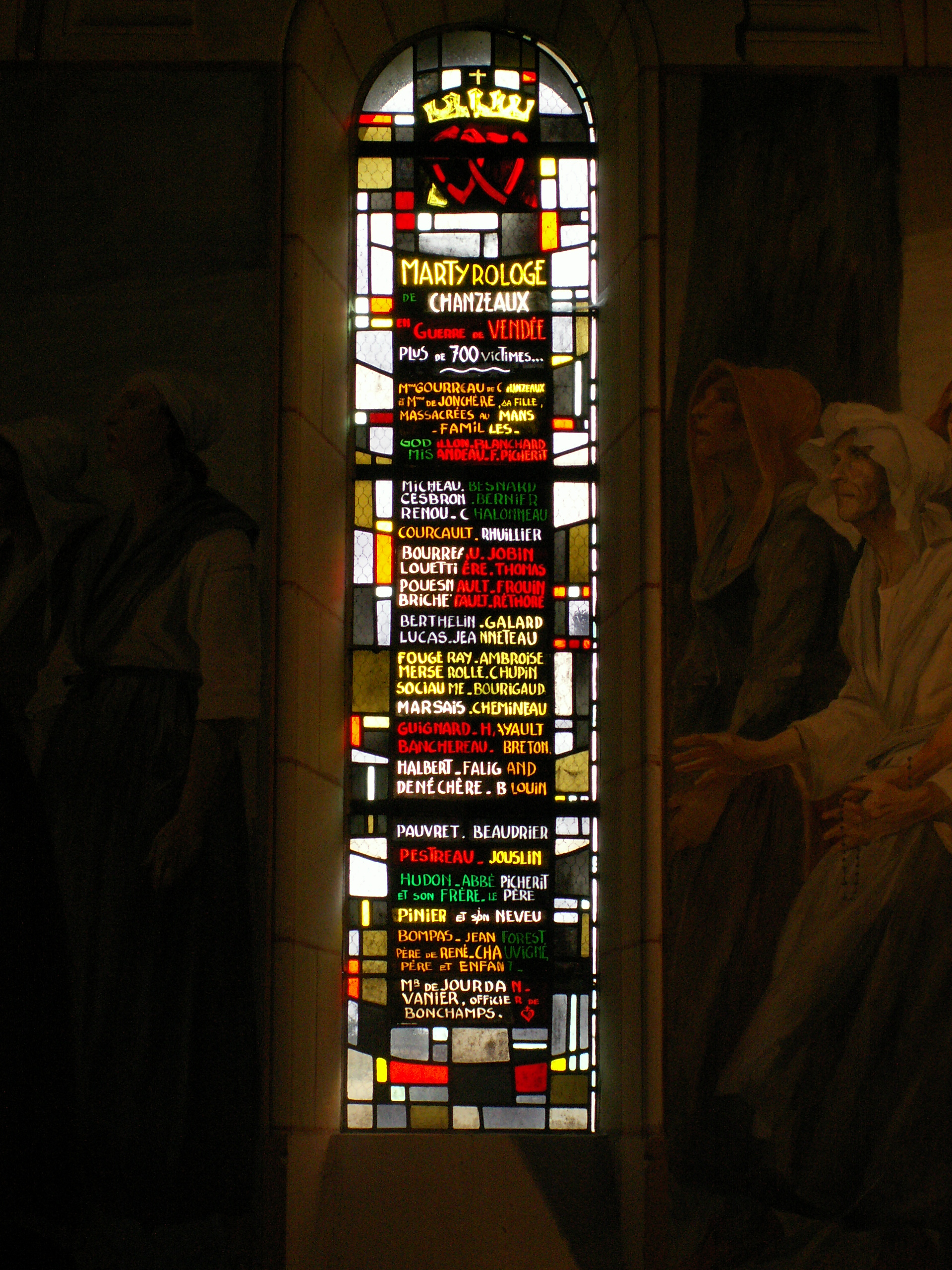
Vitrail martyrologe situé dans l'église de Chanzeaux.
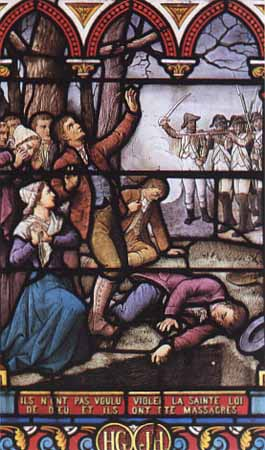
Les fusillades d'Avrillé, vitrail de l'église d'Avrillé par Jean Clamens, 1894.
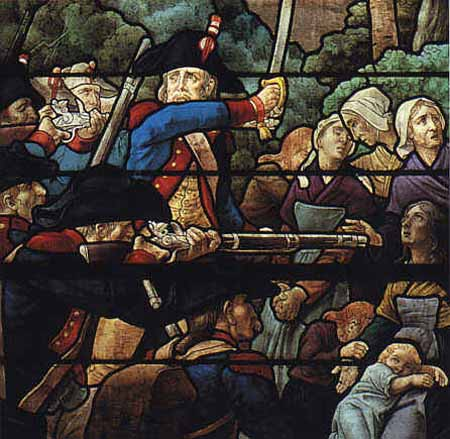
Massacre du Moulin-de-la-Reine, le 5 avril 1794, vitrail de l'église de Montilliers, par Jean Clamens, 1901.
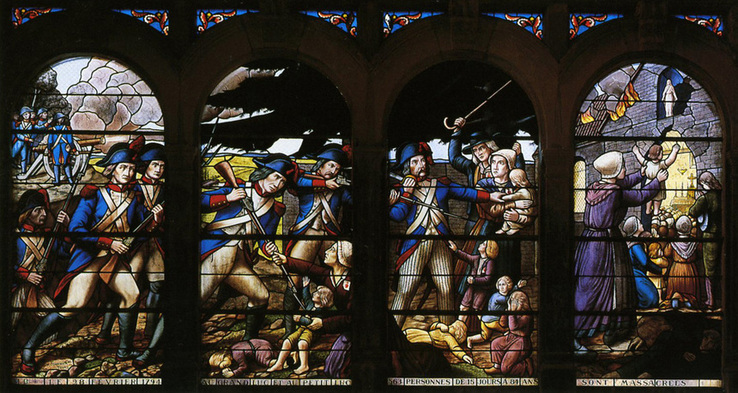
Vitrail de l'église des Lucs-sur-Boulogne, réalisé par Lux Fournier en 1941.
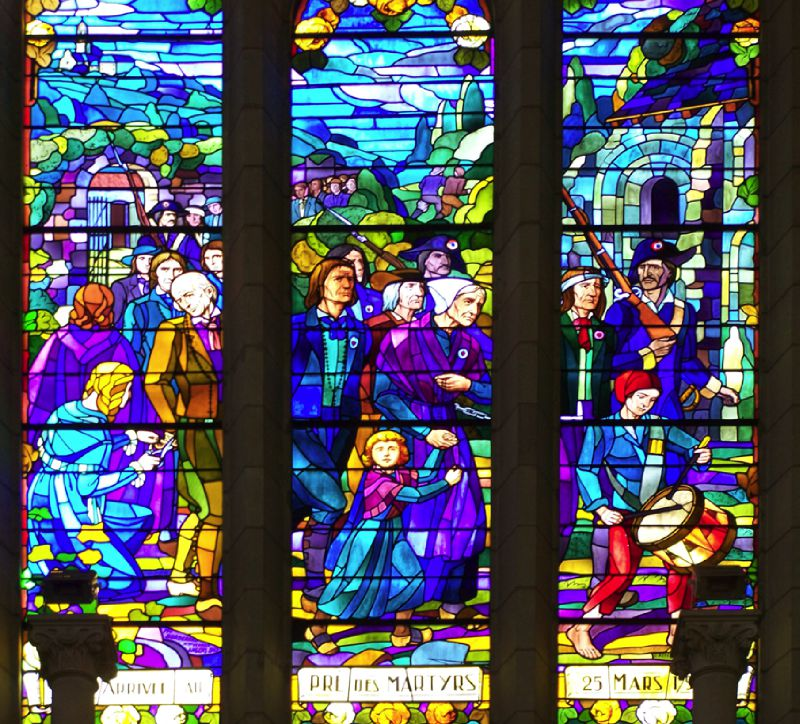
Les fusillades du Marillais, vitrail de la chapelle du Marillais.